# Élections municipales de 2020 dans les Hautes-Pyrénées
Dans les Hautes-Pyrénées, les élections municipales françaises de 2020 se déroulent les 15 mars et 28 juin 2020, comme partout en France, six ans après les élections précédentes.
Elles ont lieu dans un contexte particulier de grave crise sanitaire liée à la pandémie de Covid-19. Emmanuel Macron, président de la République, annonce, lors d'une allocution télévisée le 16 mars 2020, le report du second tour (initialement prévu le 22 mars 2020). C'est la première fois qu'une telle décision est prise. Édouard Philippe, premier ministre, annonce le 23 mai 2020, que le second tour a lieu le 28 juin 2020.

## Généralités
Sur les 469 communes du département, trois ne comptaient aucun candidat à la date limite de dépôt des candidatures pour le 1er tour, le 27 février 2020. Il s'agit de Neuilh, Préchac et Escots. Comme le prévoit le Code général des collectivités territoriales : « si aucun habitant n’est candidat, la préfecture annule le premier tour des élections dans cette commune. Mais un candidat peut encore se déclarer entre le premier et le second tour. ». Ainsi, afin d’éviter le rattachement avec une commune limitrophe, trois listes ont été constituées durant l'entre-deux-tours, respectivement portées par Gérard Menvielle, Anne-Isabelle Robuste et Frédéric Perlant.
À l'issue du premier tour, sept recours sont déposés devant le tribunal administratif de Pau, pour les communes de : Ayzac-Ost, Capvern, Castelnau-Rivière-Basse, Lannemezan, Maubourguet, Orleix et Rabastens-de-Bigorre.
Seules 36 communes doivent à nouveau voter lors du second tour. Il s'agit de, :
- Adast
- Arcizans-Dessus
- Argelès-Gazost
- Arrens-Marsous
- Aveux
- Ayzac-Ost
- Azet
- Bagnères-de-Bigorre
- Bordes
- Caixon
- Campan
- Cauterets
- Cheust
- Cieutat
- Escots
- Esquièze-Sère
- Fréchède
- Fréchendets
- Gavarnie-Gèdre
- Gouaux
- Labastide
- Lansac
- Libaros
- Lourdes
- Loures-Barousse
- Monfaucon
- Mont
- Neuilh
- Orignac
- Ossun
- Ousté
- Ozon
- Préchac
- Saint-Pastous
- Tarbes
- Vic-en-Bigorre

## Communes de plus de1 000 habitants
La liste des communes de plus de 1 000 habitants dans le département est restée la même depuis les dernières élections municipales, à l'exception d'Azereix et Cauterets, qui sont passées sous la barre du millier d'habitants. Il y a ainsi 32 communes de plus de 1 000 habitants sur le territoire.
Hormis à Andrest et Rabastens-de-Bigorre, tous les maires sortants conduisent à nouveau une liste lors de ces élections.
Le candidat ayant le plus d'ancienneté est Henri Fatta à Oursbelille. Élu pour la première fois en mars 1977 et réélu à chaque scrutin, il est déclaré élu dès le premier tour, entament ainsi un huitième mandat à la tête de la commune.
Ci-après, les candidats et leur liste, déclarés en préfecture, pour chaque commune.

### Maires sortants et maires élus
| Commune              | Pop. (2017) | Maire sortant          | Maire sortant | Maire sortant | Maire élu              | Maire élu | Maire élu | Maire élu |
| Commune              | Pop. (2017) | Nom                    | Parti         | Parti         | Nom                    | Parti     | Parti     | Réf.      |
| -------------------- | ----------- | ---------------------- | ------------- | ------------- | ---------------------- | --------- | --------- | --------- |
| Argelès-Gazost       | 2 901       | Dominique Roux         |               | DVD           | Gaëlle Vallin          |           | DIV       | [ 13 ]    |
| Aureilhan            | 7 745       | Yannick Boubée         |               | PS            | Yannick Boubée         |           | PS        | [ 14 ]    |
| Bagnères-de-Bigorre  | 7 253       | Claude Cazabat         |               | DIV           | Claude Cazabat         |           | DIV       | [ 15 ]    |
| Barbazan-Debat       | 3 463       | Jean-Christian Pédeboy |               | PRG           | Jean-Christian Pédeboy |           | PRG       | [ 16 ]    |
| Bazet                | 3 463       | Jean Buron             |               | PCF           | Jean Buron             |           | PCF       |           |
| Bordères-sur-l'Échez | 5 227       | Jérôme Crampe          |               | PRG           | Jérôme Crampe          |           | PRG       | [ 17 ]    |
| Ibos                 | 2 895       | Denis Fégné            |               | PS            | Denis Fégné            |           | PS        | [ 18 ]    |
| Juillan              | 4 106       | Fabrice Sayous         |               | DIV           | Fabrice Sayous         |           | DIV       | [ 19 ]    |
| Lannemezan           | 5 837       | Bernard Plano          |               | PS            | Bernard Plano          |           | PS        | [ 20 ]    |
| Lourdes              | 13 389      | Josette Bourdeu        |               | PRG           | Thierry Lavit          |           | DVG       | [ 21 ]    |
| Maubourguet          | 2 377       | Jean Nadal             |               | PS            | Jean Nadal             |           | PS        | [ 22 ]    |
| Odos                 | 3 242       | Jean-Michel Lehmann    |               | DVG           | Isabelle Loubradou     |           | PS        | [ 23 ]    |
| Orleix               | 2 127       | Charles Habas          |               | PS            | Guillaume Rossic       |           | DVG       | [ 24 ]    |
| Ossun                | 2 368       | Francis Bordenave      |               | DVG           | Francis Bordenave      |           | DVG       | [ 25 ]    |
| Séméac               | 4 926       | Philippe Baubay        |               | PS            | Philippe Baubay        |           | PS        | [ 26 ]    |
| Soues                | 3 061       | Roger Lescoute         |               | PCF           | Roger Lescoute         |           | PCF       | [ 27 ]    |
| Tarbes               | 41 158      | Gérard Trémège         |               | LR            | Gérard Trémège         |           | LR        | [ 28 ]    |
| Vic-en-Bigorre       | 4 897       | Clément Menet          |               | LR            | Clément Menet          |           | LR        |           |

### Résultats au niveau départemental
|       | Divers gauche          | DVG            | 8 880  | 20,83 | 84  | 3 149  | 14,31 | 12  | 96  | 14,16 |  |  |  |  |
|       | Divers droite          | DVD            | 6 714  | 15,75 | 3   | 6 169  | 28,04 | 58  | 61  | 9,00  |  |  |  |  |
|       | Divers                 | DIV            | 5 790  | 13,58 | 31  | 9 307  | 42,30 | 64  | 95  | 14,01 |  |  |  |  |
|       | Divers centre          | DVC            | 2 905  | 6,81  | 0   | 1 234  | 5,61  | 21  | 21  | 3,10  |  |  |  |  |
|       | Mouvement démocrate    | MDM            | 1 317  | 3,09  | 0   |        |       |     | 0   | 0,00  |  |  |  |  |
|       | Parti socialiste       | SOC            | 1 012  | 2,37  | 23  | 23     | 3,39  |     |     |       |  |  |  |  |
|       | Rassemblement national | RN             | 707    | 1,66  | 0   | 0      | 0,00  |     |     |       |  |  |  |  |
|       | Écologistes            | ECO            | 543    | 1,27  | 0   | 0      | 0,00  |     |     |       |  |  |  |  |
|       | Extrême gauche         | EXG            | 116    | 0,27  | 0   | 0      | 0,00  |     |     |       |  |  |  |  |
|       | Sans étiquette         | Sans étiquette | 14 644 | 34,35 | 348 | 2 144  | 9,74  | 34  | 382 | 56,34 |  |  |  |  |
|       |                        |                |        |       |     |        |       |     |     |       |  |  |  |  |
| Total | Total                  | Total          | 42 628 | 100   | 489 | 22 003 | 100   | 189 | 678 | 100   |  |  |  |  |

### Résultats détaillés

#### Andrest

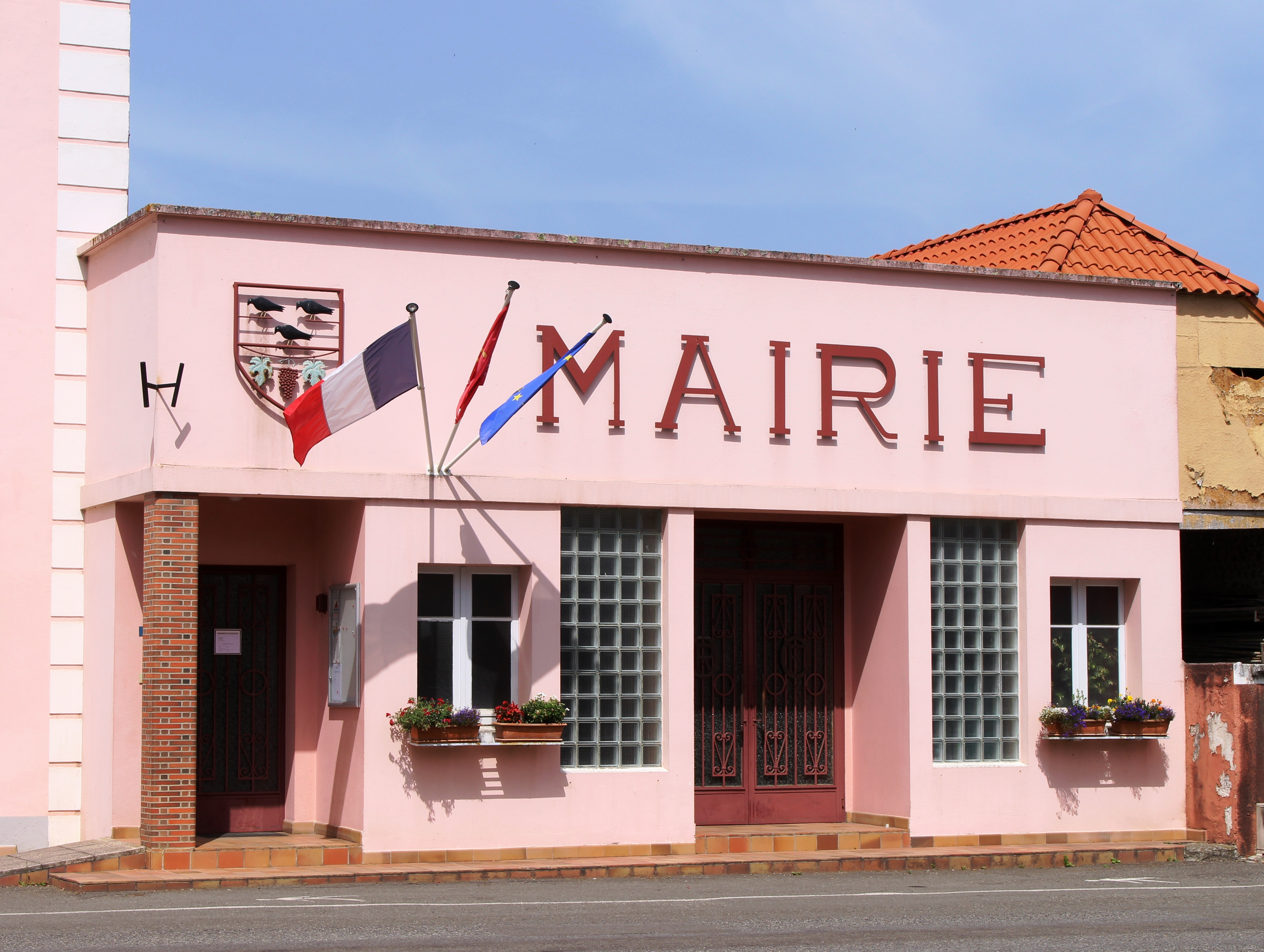
La mairie d'Andrest.

- Maire sortant : Francis Plénacoste (DVG).
- 15 sièges à pourvoir au conseil municipal (population légale 2017 : 1 396 habitants)[Min 2].
- 4 sièges à pourvoir au conseil communautaire (CC Adour Madiran)[CC 1].

| Tête de liste Nom de la liste | Tête de liste Nom de la liste       | Parti       | Premier tour | Premier tour | Sièges | Sièges |
| Tête de liste Nom de la liste | Tête de liste Nom de la liste       | Parti       | Voix         | %            | CM     | CC     |
| ----------------------------- | ----------------------------------- | ----------- | ------------ | ------------ | ------ | ------ |
|                               | Louis Dintrans Bien vivre à Andrest | DVG         | 373          | 100,00       | 15     | 4      |
|                               |                                     |             |              |              |        |        |
| Inscrits                      | Inscrits                            | Inscrits    | 1 094        | 100,00       |        |        |
| Abstentions                   | Abstentions                         | Abstentions | 696          | 63,62        |        |        |
| Votants                       | Votants                             | Votants     | 398          | 36,38        |        |        |
| Blancs                        | Blancs                              | Blancs      | 3            | 0,75         |        |        |
| Nuls                          | Nuls                                | Nuls        | 22           | 5,53         |        |        |
| Exprimés                      | Exprimés                            | Exprimés    | 373          | 93,72        |        |        |

#### Argelès-Gazost

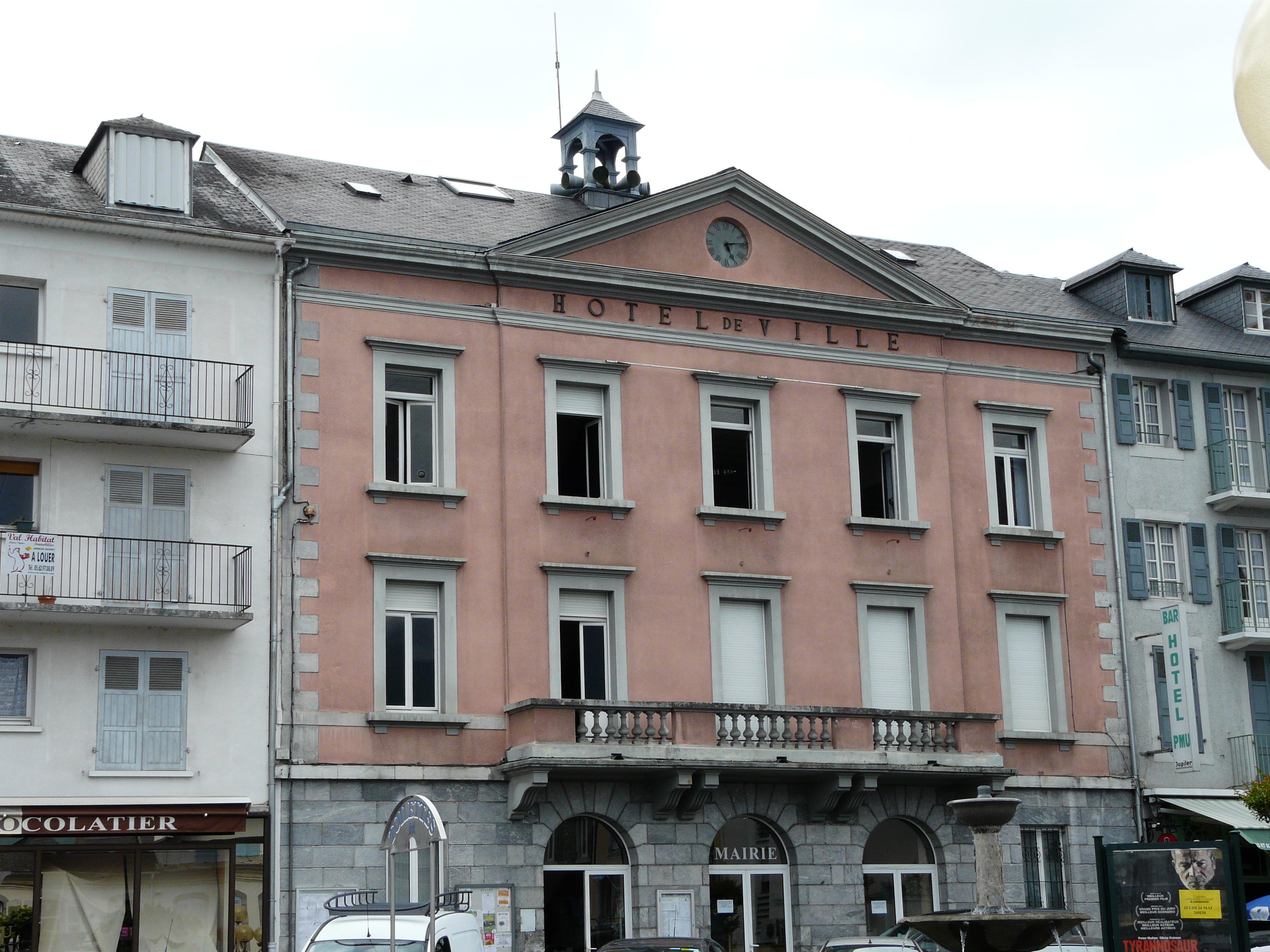
La mairie d'Argelès-Gazost.

- Maire sortant : Dominique Roux (DVD).
- 23 sièges à pourvoir au conseil municipal (population légale 2017 : 2 901 habitants)[Min 2].
- 10 sièges à pourvoir au conseil communautaire (CC Pyrénées Vallées des Gaves)[CC 2],[30].

| Tête de liste Nom de la liste | Tête de liste Nom de la liste                       | Parti       | Premier tour | Premier tour | Second tour | Second tour | Sièges | Sièges |
| Tête de liste Nom de la liste | Tête de liste Nom de la liste                       | Parti       | Voix         | %            | Voix        | %           | CM     | CC     |
| ----------------------------- | --------------------------------------------------- | ----------- | ------------ | ------------ | ----------- | ----------- | ------ | ------ |
|                               | Gaëlle Vallin AGIR Argelès-Gazost Impulser Réaliser | DVG         | 617          | 45,10        | 727         | 50,94       | 18     | 8      |
|                               | Dominique Roux Notre ville - Un territoire          | DVD         | 383          | 27,99        | 463         | 32,44       | 3      | 1      |
|                               | Mathieu Varis Agissons ensemble pour Argelès-Gazost | LR          | 368          | 26,90        | 237         | 16,60       | 2      | 1      |
|                               |                                                     |             |              |              |             |             |        |        |
| Inscrits                      | Inscrits                                            | Inscrits    | 2 520        | 100,00       | 2 506       | 100,00      |        |        |
| Abstentions                   | Abstentions                                         | Abstentions | 1 120        | 44,44        | 1 051       | 41,94       |        |        |
| Votants                       | Votants                                             | Votants     | 1 400        | 55,56        | 1 455       | 58,06       |        |        |
| Blancs                        | Blancs                                              | Blancs      | 15           | 1,07         | 14          | 0,96        |        |        |
| Nuls                          | Nuls                                                | Nuls        | 17           | 1,21         | 14          | 0,96        |        |        |
| Exprimés                      | Exprimés                                            | Exprimés    | 1 368        | 97,71        | 1 427       | 98,08       |        |        |

#### Aureilhan

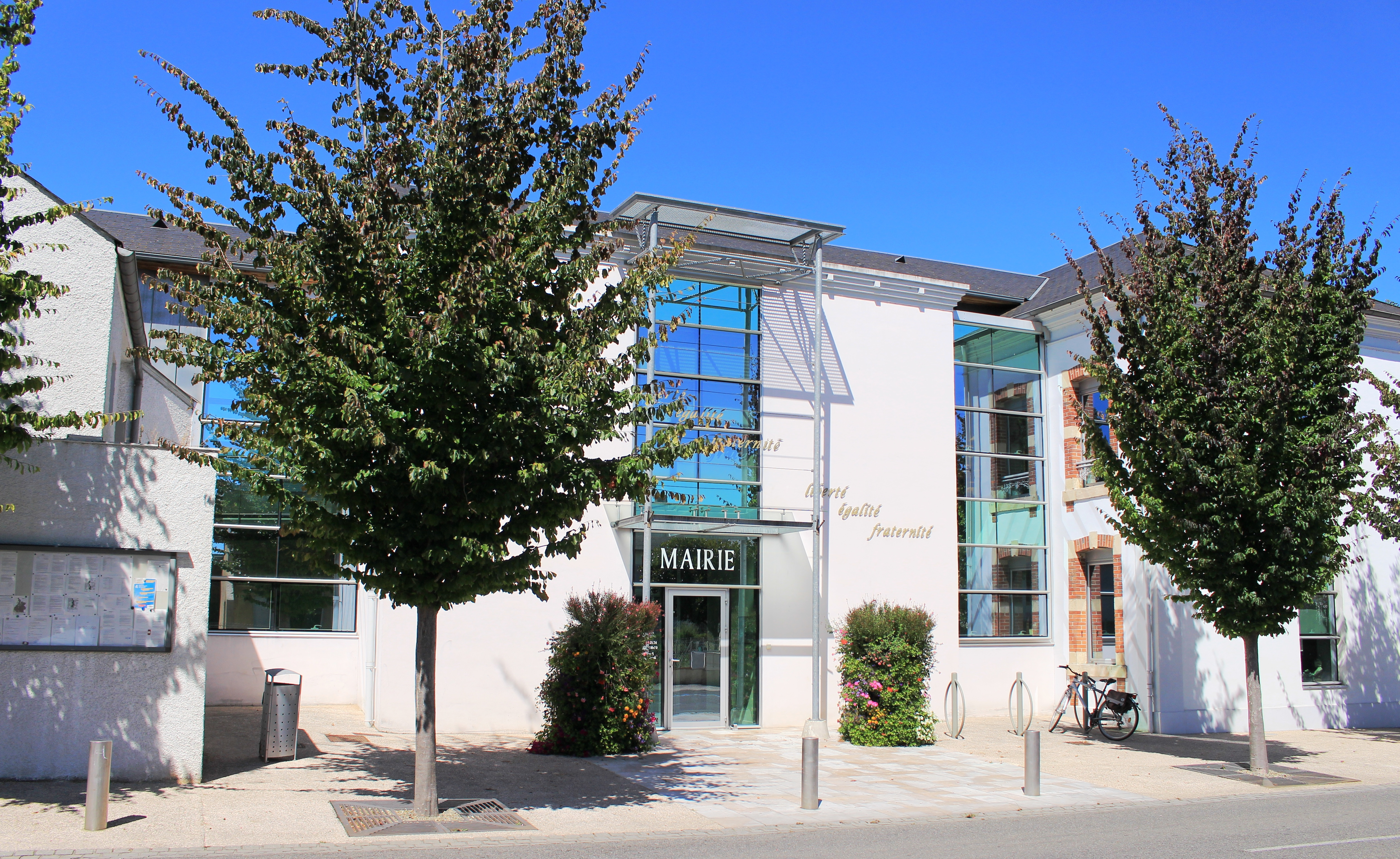
La mairie d'Aureilhan.

- Maire sortant : Yannick Boubée (PS).
- 29 sièges à pourvoir au conseil municipal (population légale 2017 : 7 745 habitants)[Min 2].
- 5 sièges à pourvoir au conseil communautaire (CA Tarbes-Lourdes-Pyrénées)[CC 3].

| Tête de liste Nom de la liste | Tête de liste Nom de la liste                | Parti       | Premier tour | Premier tour | Sièges | Sièges |
| Tête de liste Nom de la liste | Tête de liste Nom de la liste                | Parti       | Voix         | %            | CM     | CC     |
| ----------------------------- | -------------------------------------------- | ----------- | ------------ | ------------ | ------ | ------ |
|                               | Yannick Boubée Aureilhan, unis dans l'action | PS          | 1 458        | 76,13        | 26     | 5      |
|                               | André Boyrie Aureilhan - alternance          | DVD         | 457          | 23,86        | 3      | 0      |
|                               |                                              |             |              |              |        |        |
| Inscrits                      | Inscrits                                     | Inscrits    | 5 802        | 100,00       |        |        |
| Abstentions                   | Abstentions                                  | Abstentions | 3 801        | 65,51        |        |        |
| Votants                       | Votants                                      | Votants     | 2 001        | 34,49        |        |        |
| Blancs                        | Blancs                                       | Blancs      | 41           | 2,05         |        |        |
| Nuls                          | Nuls                                         | Nuls        | 45           | 2,25         |        |        |
| Exprimés                      | Exprimés                                     | Exprimés    | 1 915        | 95,70        |        |        |

#### Bagnères-de-Bigorre

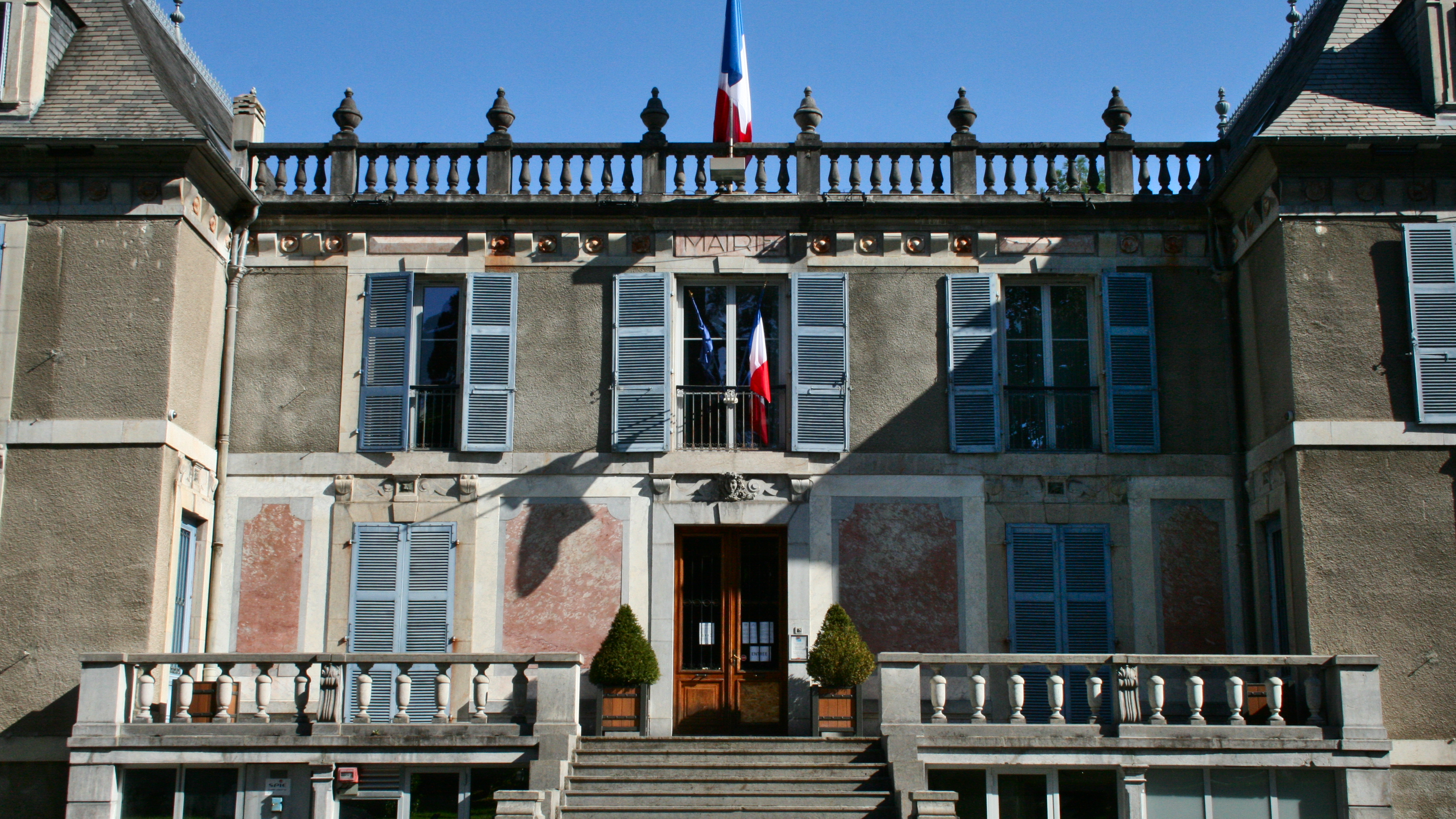
La mairie de Bagnères-de-Bigorre.

- Maire sortant : Claude Cazabat (DIV).
- 29 sièges à pourvoir au conseil municipal (population légale 2017 : 7 253 habitants)[Min 2].
- 17 sièges à pourvoir au conseil communautaire (CC de la Haute-Bigorre)[CC 4].

| Tête de liste Nom de la liste | Tête de liste Nom de la liste                                 | Tête de liste Nom de la liste                                 | Parti       | Premier tour | Premier tour | Second tour | Second tour | Sièges | Sièges |
| Tête de liste Nom de la liste | Tête de liste Nom de la liste                                 | Tête de liste Nom de la liste                                 | Parti       | Voix         | %            | Voix        | %           | CM     | CC     |
| ----------------------------- | ------------------------------------------------------------- | ------------------------------------------------------------- | ----------- | ------------ | ------------ | ----------- | ----------- | ------ | ------ |
|                               | Claude Cazabat Partageons une passion : Bagnères-de-Bigorre ! | Claude Cazabat Partageons une passion : Bagnères-de-Bigorre ! | DIV         | 990          | 37,21        | 1 234       | 45,16       | 21     | 13     |
|                               | François Roux Bagnères pour tous                              | (alliance au 2d tour)                                         | DIV         | 784          | 29,47        | 1 060       | 38,79       | 6      | 3      |
|                               | Julien Robbé BEC Bagnères Écologie Citoyenne                  | (alliance au 2d tour)                                         | EELV        | 543          | 20,41        | 1 060       | 38,79       | 6      | 3      |
|                               | Sébastien Lacrampe Vivons Bagnères                            | Sébastien Lacrampe Vivons Bagnères                            | DVG         | 343          | 12,89        | 438         | 16,03       | 2      | 1      |
|                               |                                                               |                                                               |             |              |              |             |             |        |        |
| Inscrits                      | Inscrits                                                      | Inscrits                                                      | Inscrits    | 5 984        | 100,00       | 5 968       | 100,00      |        |        |
| Abstentions                   | Abstentions                                                   | Abstentions                                                   | Abstentions | 3 207        | 53,59        | 3 102       | 51,98       |        |        |
| Votants                       | Votants                                                       | Votants                                                       | Votants     | 2 777        | 46,41        | 2 866       | 48,02       |        |        |
| Blancs                        | Blancs                                                        | Blancs                                                        | Blancs      | 46           | 1,66         | 69          | 2,41        |        |        |
| Nuls                          | Nuls                                                          | Nuls                                                          | Nuls        | 71           | 2,56         | 65          | 2,27        |        |        |
| Exprimés                      | Exprimés                                                      | Exprimés                                                      | Exprimés    | 2 660        | 95,79        | 2 732       | 95,32       |        |        |

#### Barbazan-Debat

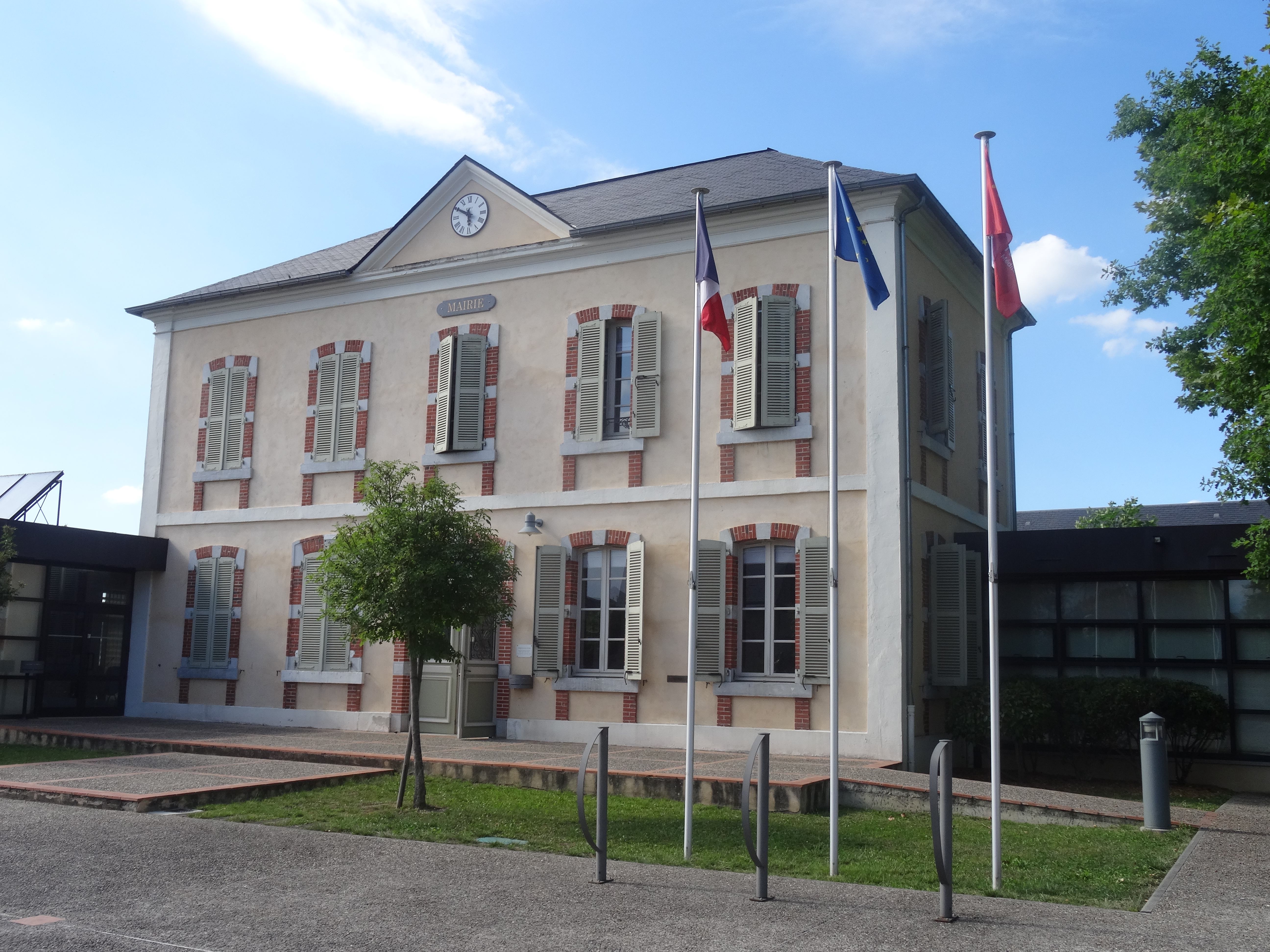
La mairie de Barbazan-Debat.

- Maire sortant : Jean-Christian Pédeboy (PRG).
- 23 sièges à pourvoir au conseil municipal (population légale 2017 : 3 463 habitants)[Min 2].
- 2 sièges à pourvoir au conseil communautaire (CA Tarbes-Lourdes-Pyrénées)[CC 3].

| Tête de liste Nom de la liste | Tête de liste Nom de la liste                 | Parti       | Premier tour | Premier tour | Sièges | Sièges |
| Tête de liste Nom de la liste | Tête de liste Nom de la liste                 | Parti       | Voix         | %            | CM     | CC     |
| ----------------------------- | --------------------------------------------- | ----------- | ------------ | ------------ | ------ | ------ |
|                               | Jean-Christian Pédeboy Barbazan passionnement | PRG         | 930          | 100,00       | 23     | 2      |
|                               |                                               |             |              |              |        |        |
| Inscrits                      | Inscrits                                      | Inscrits    | 2 639        | 100,00       |        |        |
| Abstentions                   | Abstentions                                   | Abstentions | 1 616        | 61,24        |        |        |
| Votants                       | Votants                                       | Votants     | 1 023        | 38,76        |        |        |
| Blancs                        | Blancs                                        | Blancs      | 30           | 2,93         |        |        |
| Nuls                          | Nuls                                          | Nuls        | 63           | 6,16         |        |        |
| Exprimés                      | Exprimés                                      | Exprimés    | 930          | 90,91        |        |        |

#### Bazet
- Maire sortant : Jean Buron (PCF).

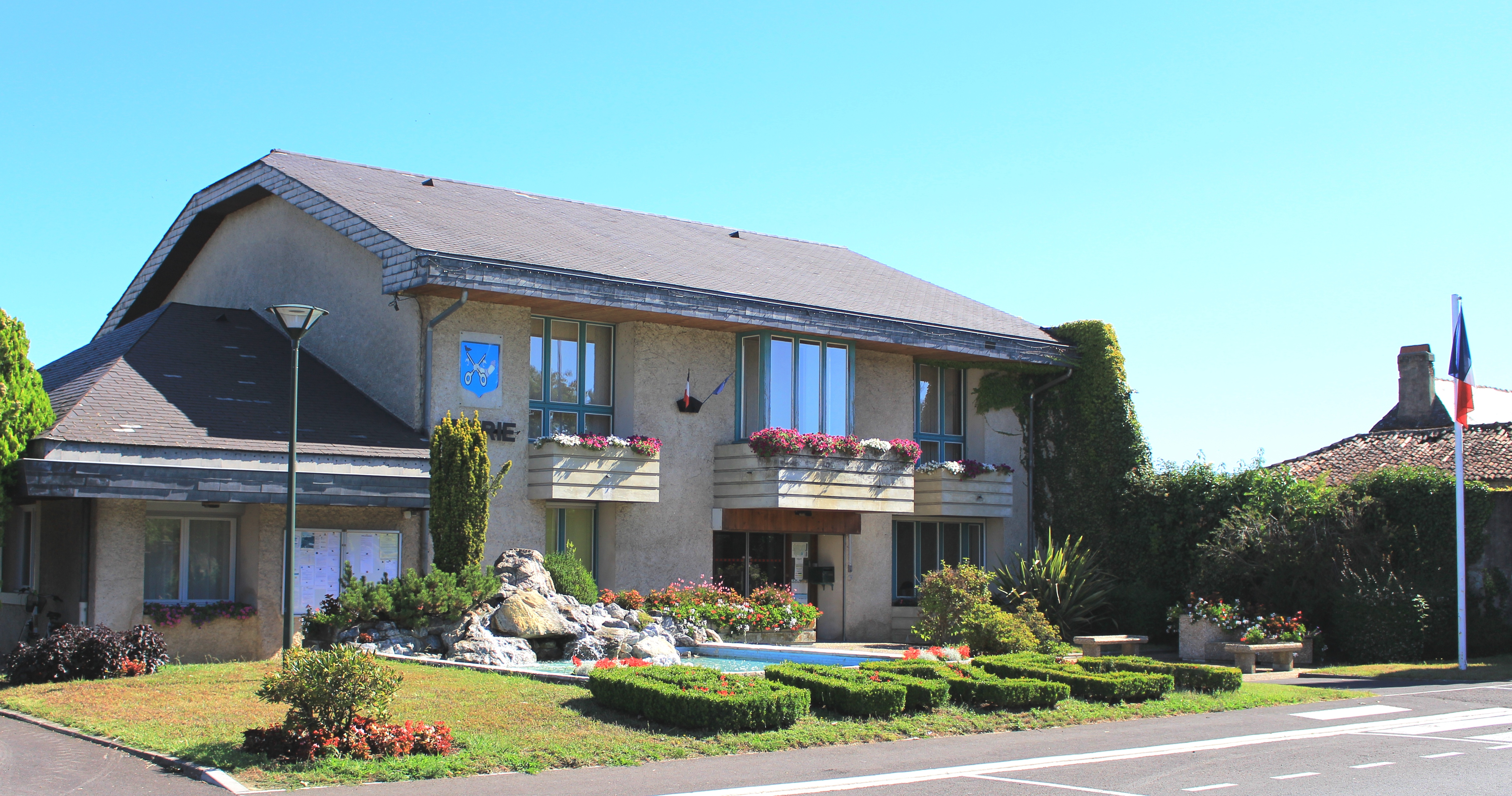
La mairie de Bazet.

- 19 sièges à pourvoir au conseil municipal (population légale 2017 : 1 748 habitants)[Min 2].
- 1 siège à pourvoir au conseil communautaire (CA Tarbes-Lourdes-Pyrénées)[CC 3].

| Tête de liste Nom de la liste | Tête de liste Nom de la liste                   | Parti       | Premier tour | Premier tour | Sièges | Sièges |
| Tête de liste Nom de la liste | Tête de liste Nom de la liste                   | Parti       | Voix         | %            | CM     | CC     |
| ----------------------------- | ----------------------------------------------- | ----------- | ------------ | ------------ | ------ | ------ |
|                               | Jean Buron Hier, aujourd'hui, demain pour Bazet | PCF         | 601          | 100,00       | 19     | 1      |
|                               |                                                 |             |              |              |        |        |
| Inscrits                      | Inscrits                                        | Inscrits    | 1 466        | 100,00       |        |        |
| Abstentions                   | Abstentions                                     | Abstentions | 824          | 56,21        |        |        |
| Votants                       | Votants                                         | Votants     | 642          | 43,79        |        |        |
| Blancs                        | Blancs                                          | Blancs      | 16           | 2,49         |        |        |
| Nuls                          | Nuls                                            | Nuls        | 25           | 3,89         |        |        |
| Exprimés                      | Exprimés                                        | Exprimés    | 601          | 93,61        |        |        |

#### Bordères-sur-l'Échez

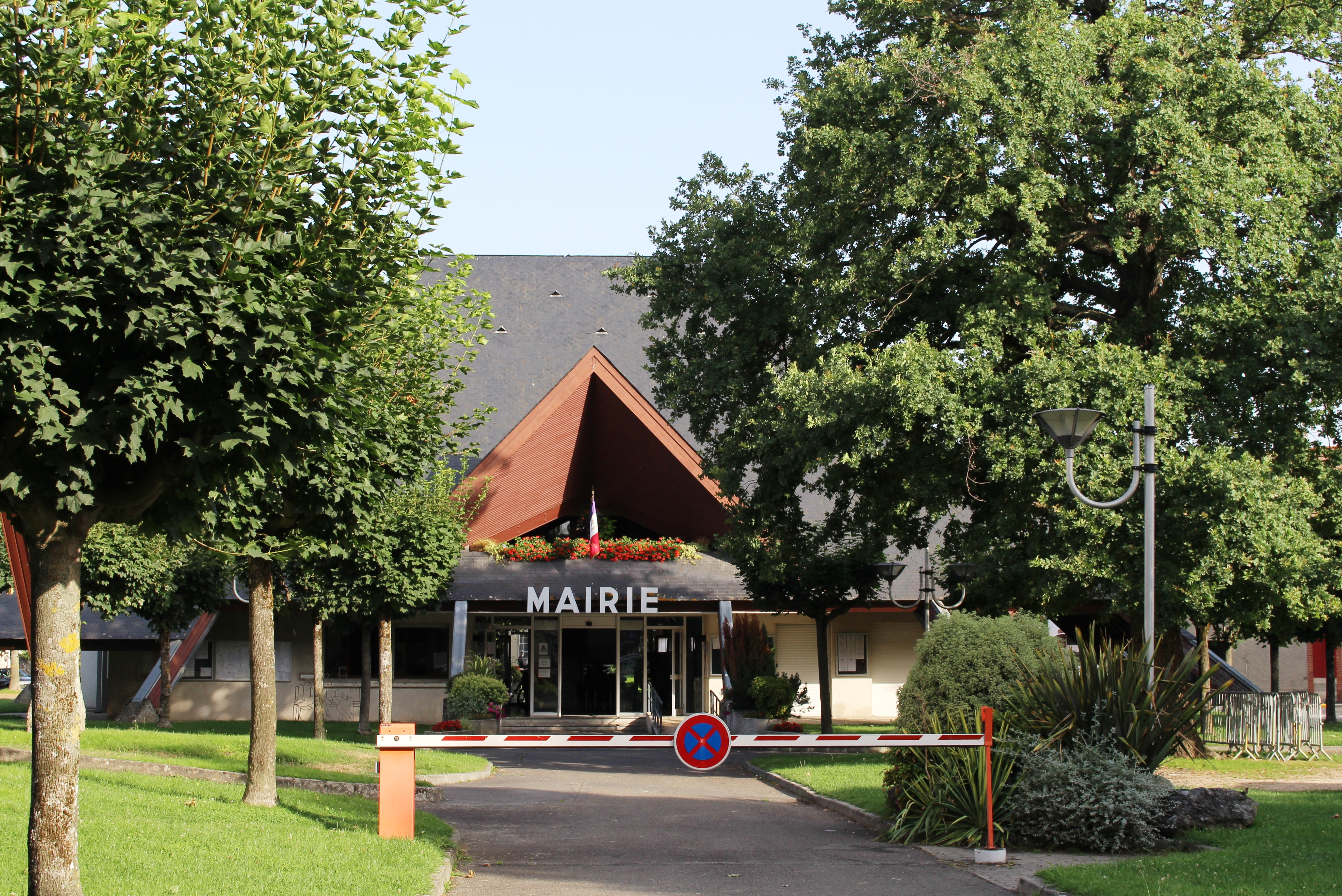
La mairie de Bordères-sur-l'Échez.

- Maire sortant : Jérôme Crampe (PRG).
- 29 sièges à pourvoir au conseil municipal (population légale 2017 : 5 227 habitants)[Min 2].
- 3 sièges à pourvoir au conseil communautaire (CA Tarbes-Lourdes-Pyrénées)[CC 3].

| Tête de liste Nom de la liste | Tête de liste Nom de la liste        | Parti       | Premier tour | Premier tour | Sièges | Sièges |
| Tête de liste Nom de la liste | Tête de liste Nom de la liste        | Parti       | Voix         | %            | CM     | CC     |
| ----------------------------- | ------------------------------------ | ----------- | ------------ | ------------ | ------ | ------ |
|                               | Jérôme Crampe Ensemble pour Bordères | PRG         | 1 111        | 100,00       | 29     | 3      |
|                               |                                      |             |              |              |        |        |
| Inscrits                      | Inscrits                             | Inscrits    | 3 832        | 100,00       |        |        |
| Abstentions                   | Abstentions                          | Abstentions | 2 599        | 67,82        |        |        |
| Votants                       | Votants                              | Votants     | 1 233        | 32,18        |        |        |
| Blancs                        | Blancs                               | Blancs      | 70           | 5,68         |        |        |
| Nuls                          | Nuls                                 | Nuls        | 52           | 4,22         |        |        |
| Exprimés                      | Exprimés                             | Exprimés    | 1 111        | 90,11        |        |        |

#### Campan
- Maire sortant : Gérard Ara (DIV).

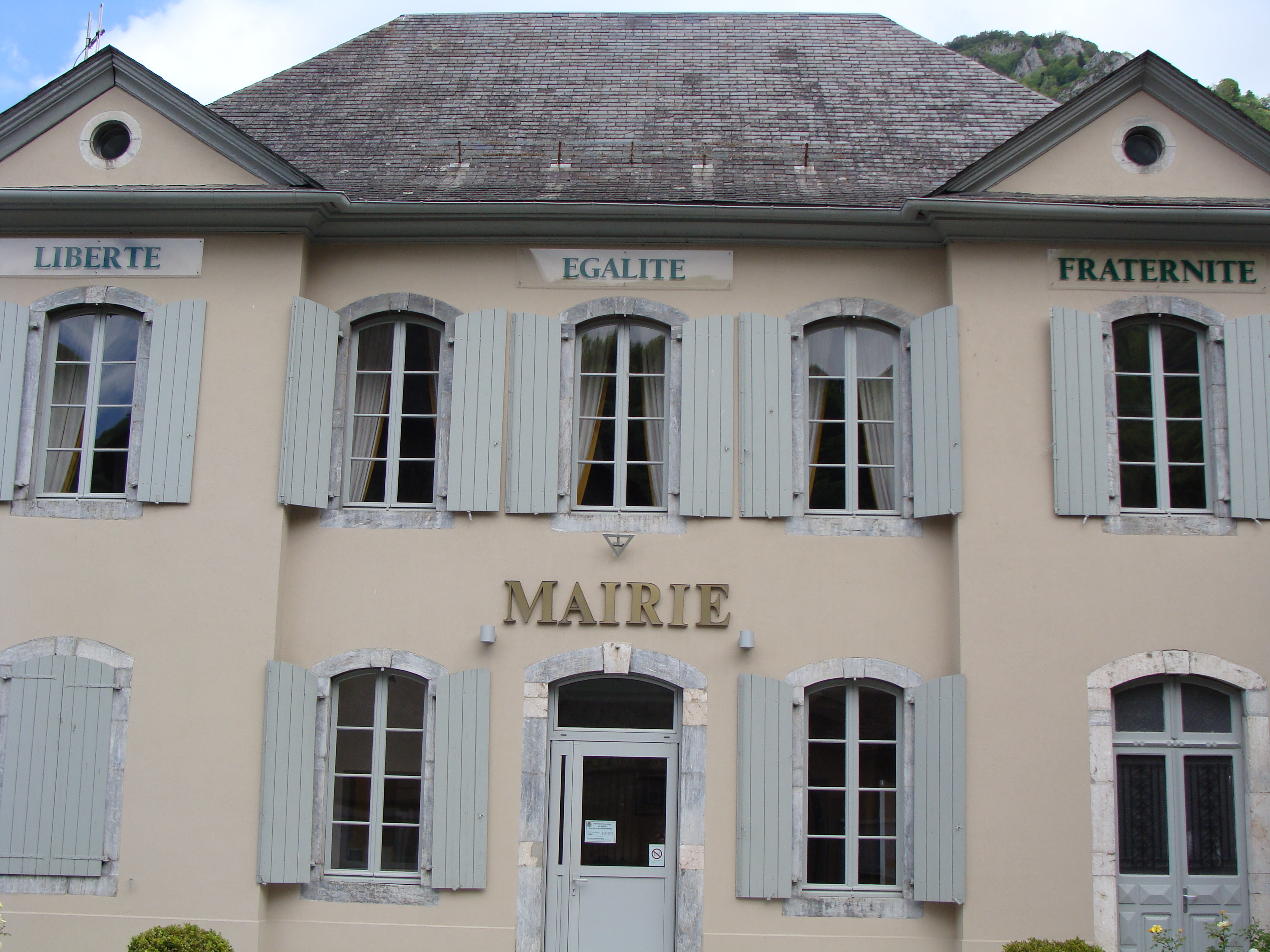
La mairie de Campan.

- 15 sièges à pourvoir au conseil municipal (population légale 2017 : 1 332 habitants)[Min 2].
- 3 sièges à pourvoir au conseil communautaire (CC de la Haute-Bigorre)[CC 4].

| Tête de liste Nom de la liste | Tête de liste Nom de la liste            | Parti       | Premier tour | Premier tour | Second tour | Second tour | Sièges | Sièges |
| Tête de liste Nom de la liste | Tête de liste Nom de la liste            | Parti       | Voix         | %            | Voix        | %           | CM     | CC     |
| ----------------------------- | ---------------------------------------- | ----------- | ------------ | ------------ | ----------- | ----------- | ------ | ------ |
|                               | Alexandre Pujo-Menjouet Avenir de Campan | DIV         | 366          | 40,53        | 492         | 51,25       | 12     | 2      |
|                               | Gérard Ara Ensemble pour Campan          | DIV         | 317          | 35,10        | 468         | 48,75       | 3      | 1      |
|                               | Pierre Brau-Nogué Campan 2020            | DIV         | 220          | 24,36        | [ 47 ]      | [ 47 ]      | 0      | 0      |
|                               |                                          |             |              |              |             |             |        |        |
| Inscrits                      | Inscrits                                 | Inscrits    | 1 413        | 100,00       | 1 411       | 100,00      |        |        |
| Abstentions                   | Abstentions                              | Abstentions | 481          | 34,04        | 404         | 28,63       |        |        |
| Votants                       | Votants                                  | Votants     | 932          | 65,96        | 1 007       | 71,37       |        |        |
| Blancs                        | Blancs                                   | Blancs      | 15           | 1,61         | 31          | 3,08        |        |        |
| Nuls                          | Nuls                                     | Nuls        | 14           | 1,50         | 16          | 1,59        |        |        |
| Exprimés                      | Exprimés                                 | Exprimés    | 903          | 96,89        | 960         | 95,33       |        |        |

#### Capvern

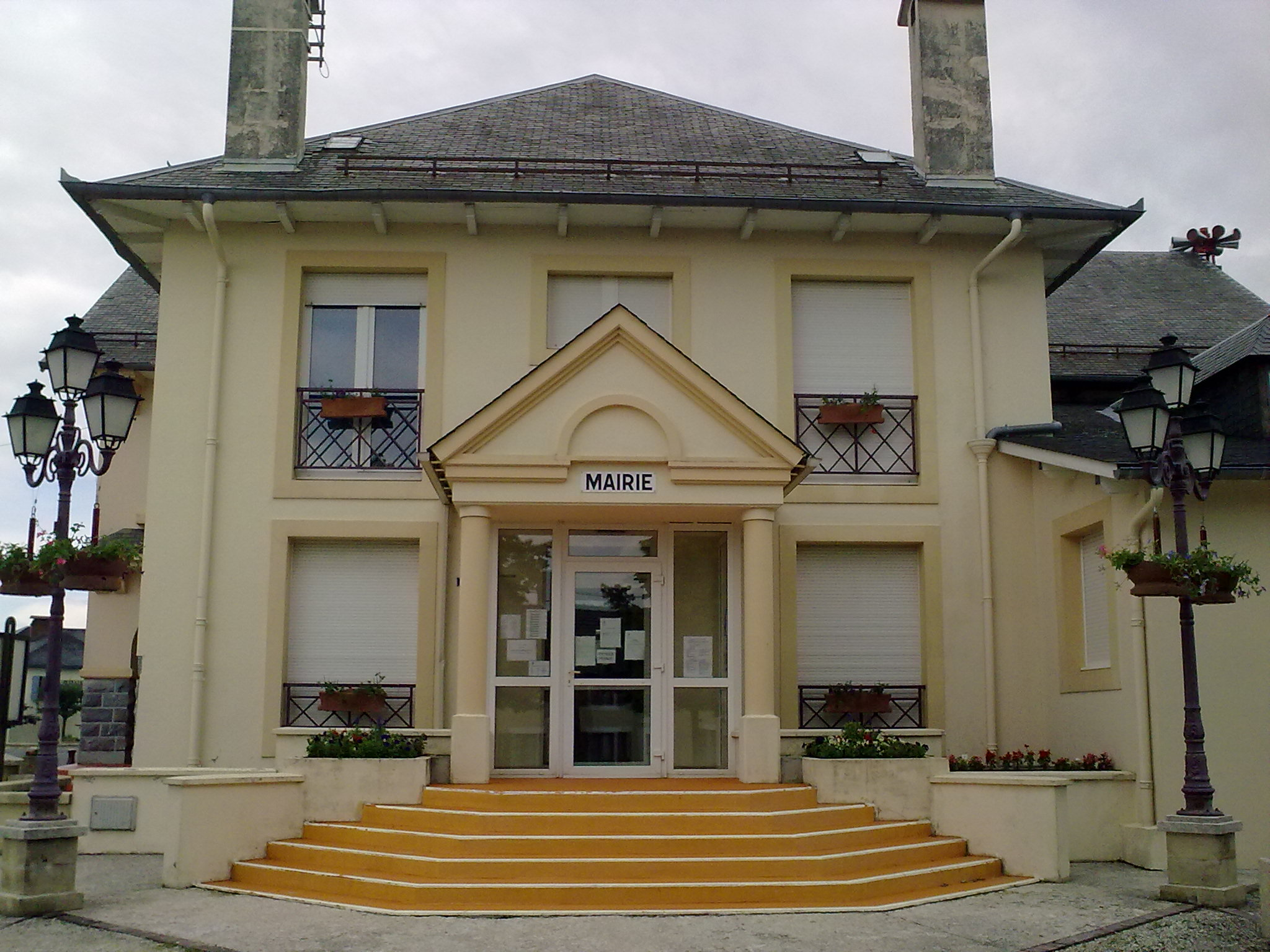
La mairie de Capvern.

- Maire sortant : Jean-Paul Laran (DVG).
- 15 sièges à pourvoir au conseil municipal (population légale 2017 : 1 281 habitants)[Min 2].
- 4 sièges à pourvoir au conseil communautaire (CC du Plateau de Lannemezan)[CC 5],[48].

| Tête de liste Nom de la liste | Tête de liste Nom de la liste                    | Parti       | Premier tour | Premier tour | Sièges | Sièges |
| Tête de liste Nom de la liste | Tête de liste Nom de la liste                    | Parti       | Voix         | %            | CM     | CC     |
| ----------------------------- | ------------------------------------------------ | ----------- | ------------ | ------------ | ------ | ------ |
|                               | Jean-Paul Laran Capvern union citoyenne          | DVG         | 388          | 50,06        | 12     | 3      |
|                               | Jean-Bernard Colomès Ensemble, cap vers l'avenir | DVG         | 387          | 49,93        | 3      | 1      |
|                               |                                                  |             |              |              |        |        |
| Inscrits                      | Inscrits                                         | Inscrits    | 1 045        | 100,00       |        |        |
| Abstentions                   | Abstentions                                      | Abstentions | 235          | 22,49        |        |        |
| Votants                       | Votants                                          | Votants     | 810          | 77,51        |        |        |
| Blancs                        | Blancs                                           | Blancs      | 15           | 1,85         |        |        |
| Nuls                          | Nuls                                             | Nuls        | 20           | 2,47         |        |        |
| Exprimés                      | Exprimés                                         | Exprimés    | 775          | 95,68        |        |        |

#### Gerde

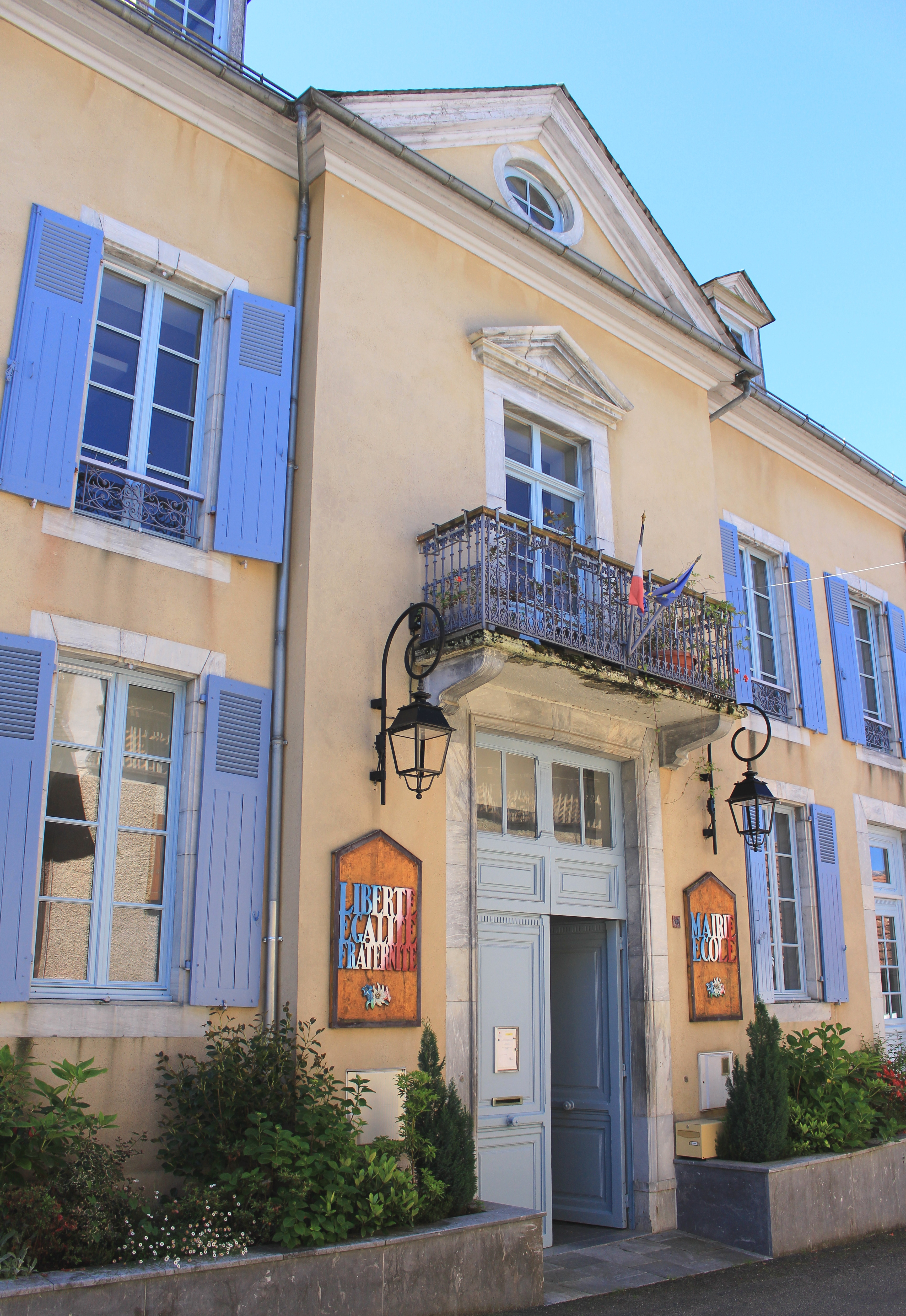
Mairie de Gerde.

- Maire sortant : Gisèle Dubarry (DIV).
- 15 sièges à pourvoir au conseil municipal (population légale 2017 : 1 136 habitants)[Min 2].
- 2 sièges à pourvoir au conseil communautaire (CC de la Haute-Bigorre)[CC 4].

| Tête de liste Nom de la liste | Tête de liste Nom de la liste     | Parti       | Premier tour | Premier tour | Sièges | Sièges |
| Tête de liste Nom de la liste | Tête de liste Nom de la liste     | Parti       | Voix         | %            | CM     | CC     |
| ----------------------------- | --------------------------------- | ----------- | ------------ | ------------ | ------ | ------ |
|                               | Gisèle Dubarry Unis pour Gerde    | DIV         | 399          | 63,23        | 13     | 2      |
|                               | Maurice Guillaume Gerde Autrement | DIV         | 232          | 36,76        | 2      | 0      |
|                               |                                   |             |              |              |        |        |
| Inscrits                      | Inscrits                          | Inscrits    | 950          | 100,00       |        |        |
| Abstentions                   | Abstentions                       | Abstentions | 303          | 31,89        |        |        |
| Votants                       | Votants                           | Votants     | 647          | 68,11        |        |        |
| Blancs                        | Blancs                            | Blancs      | 6            | 0,93         |        |        |
| Nuls                          | Nuls                              | Nuls        | 10           | 1,55         |        |        |
| Exprimés                      | Exprimés                          | Exprimés    | 631          | 97,53        |        |        |

#### Horgues

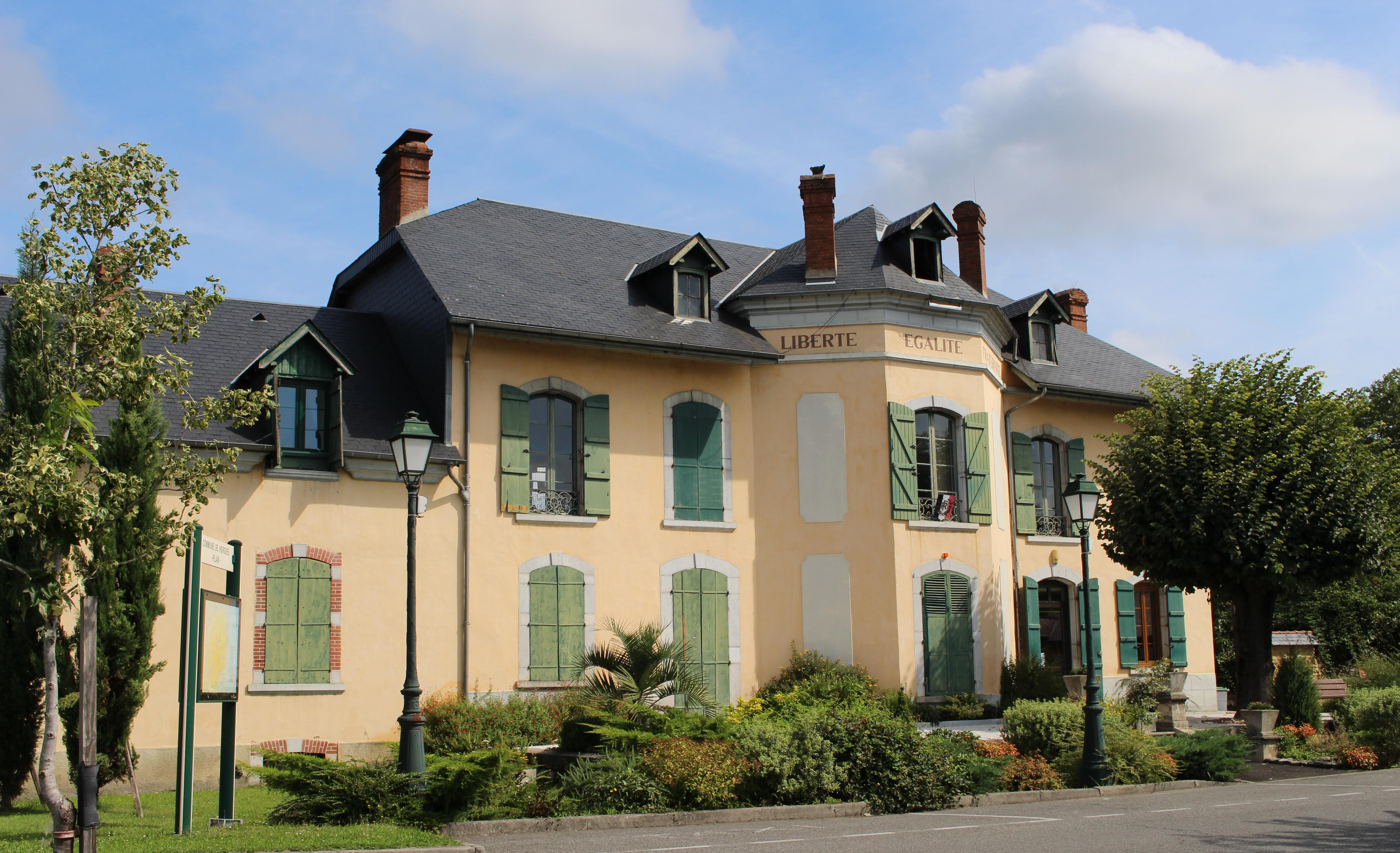
La mairie d'Horgues.

- Maire sortant : Jean-Michel Ségneré (LR).
- 15 sièges à pourvoir au conseil municipal (population légale 2017 : 1 198 habitants)[Min 2].
- 1 siège à pourvoir au conseil communautaire (CA Tarbes-Lourdes-Pyrénées)[CC 3].

| Tête de liste Nom de la liste | Tête de liste Nom de la liste                      | Parti       | Premier tour | Premier tour | Sièges | Sièges |
| Tête de liste Nom de la liste | Tête de liste Nom de la liste                      | Parti       | Voix         | %            | CM     | CC     |
| ----------------------------- | -------------------------------------------------- | ----------- | ------------ | ------------ | ------ | ------ |
|                               | Jean-Michel Ségneré Continuons à agir pour Horgues | LR          | 491          | 100,00       | 15     | 1      |
|                               |                                                    |             |              |              |        |        |
| Inscrits                      | Inscrits                                           | Inscrits    | 1 060        | 100,00       |        |        |
| Abstentions                   | Abstentions                                        | Abstentions | 544          | 51,32        |        |        |
| Votants                       | Votants                                            | Votants     | 516          | 48,68        |        |        |
| Blancs                        | Blancs                                             | Blancs      | 2            | 0,39         |        |        |
| Nuls                          | Nuls                                               | Nuls        | 23           | 4,46         |        |        |
| Exprimés                      | Exprimés                                           | Exprimés    | 491          | 95,16        |        |        |

#### Ibos
- Maire sortant : Denis Fégné (PS).

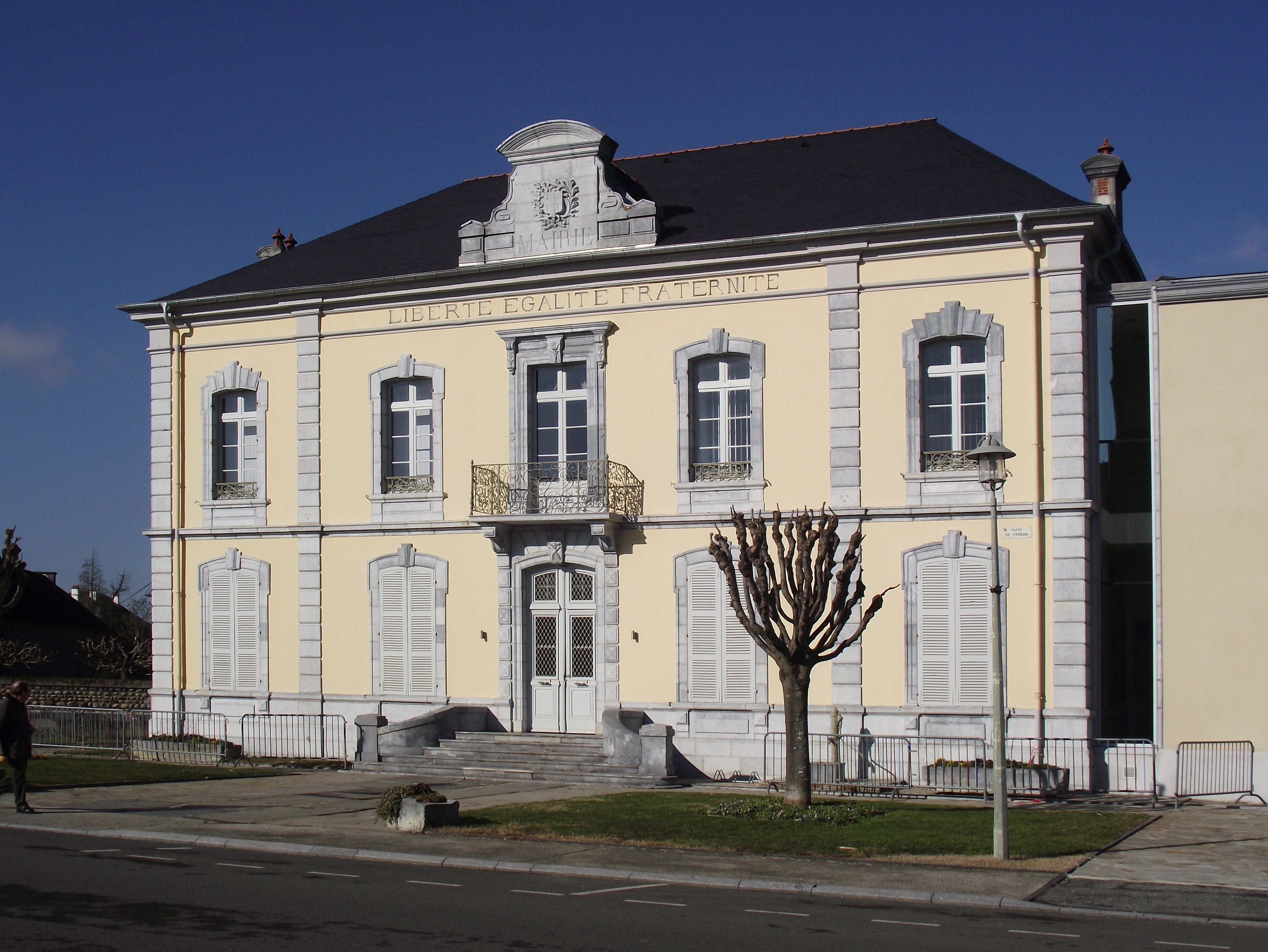
La mairie d'Ibos.

- 23 sièges à pourvoir au conseil municipal (population légale 2017 : 2 895 habitants)[Min 2].
- 2 siège à pourvoir au conseil communautaire (CA Tarbes-Lourdes-Pyrénées)[CC 3].

| Tête de liste Nom de la liste | Tête de liste Nom de la liste  | Parti       | Premier tour | Premier tour | Sièges | Sièges |
| Tête de liste Nom de la liste | Tête de liste Nom de la liste  | Parti       | Voix         | %            | CM     | CC     |
| ----------------------------- | ------------------------------ | ----------- | ------------ | ------------ | ------ | ------ |
|                               | Denis Fégné Ensemble pour Ibos | PS          | 749          | 100,00       | 23     | 2      |
|                               |                                |             |              |              |        |        |
| Inscrits                      | Inscrits                       | Inscrits    | 2 061        | 100,00       |        |        |
| Abstentions                   | Abstentions                    | Abstentions | 1 236        | 59,97        |        |        |
| Votants                       | Votants                        | Votants     | 825          | 40,03        |        |        |
| Blancs                        | Blancs                         | Blancs      | 20           | 2,42         |        |        |
| Nuls                          | Nuls                           | Nuls        | 56           | 6,79         |        |        |
| Exprimés                      | Exprimés                       | Exprimés    | 749          | 90,79        |        |        |

#### Juillan

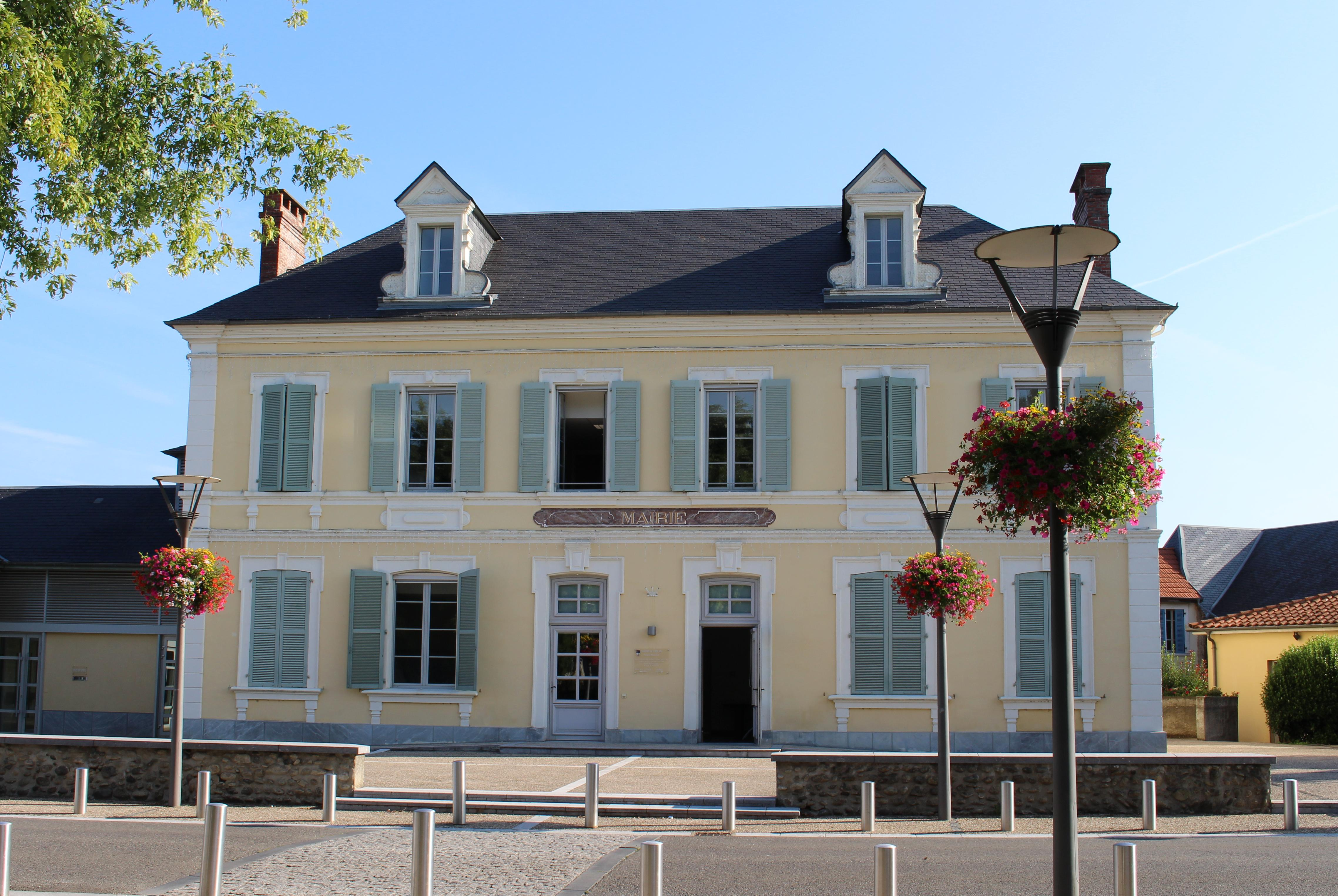
La mairie de Juillan.

- Maire sortant : Fabrice Sayous (DIV).
- 27 sièges à pourvoir au conseil municipal (population légale 2017 : 4 106 habitants)[Min 2].
- 2 sièges à pourvoir au conseil communautaire (CA Tarbes-Lourdes-Pyrénées)[CC 3].

| Tête de liste Nom de la liste | Tête de liste Nom de la liste                       | Parti       | Premier tour | Premier tour | Sièges | Sièges |
| Tête de liste Nom de la liste | Tête de liste Nom de la liste                       | Parti       | Voix         | %            | CM     | CC     |
| ----------------------------- | --------------------------------------------------- | ----------- | ------------ | ------------ | ------ | ------ |
|                               | Fabrice Sayous Juillan 2020, toujours dans l'action | DIV         | 969          | 100,00       | 27     | 2      |
|                               |                                                     |             |              |              |        |        |
| Inscrits                      | Inscrits                                            | Inscrits    | 3 275        | 100,00       |        |        |
| Abstentions                   | Abstentions                                         | Abstentions | 2 053        | 62,69        |        |        |
| Votants                       | Votants                                             | Votants     | 1 222        | 37,31        |        |        |
| Blancs                        | Blancs                                              | Blancs      | 96           | 7,86         |        |        |
| Nuls                          | Nuls                                                | Nuls        | 157          | 12,85        |        |        |
| Exprimés                      | Exprimés                                            | Exprimés    | 969          | 79,30        |        |        |

#### La Barthe-de-Neste

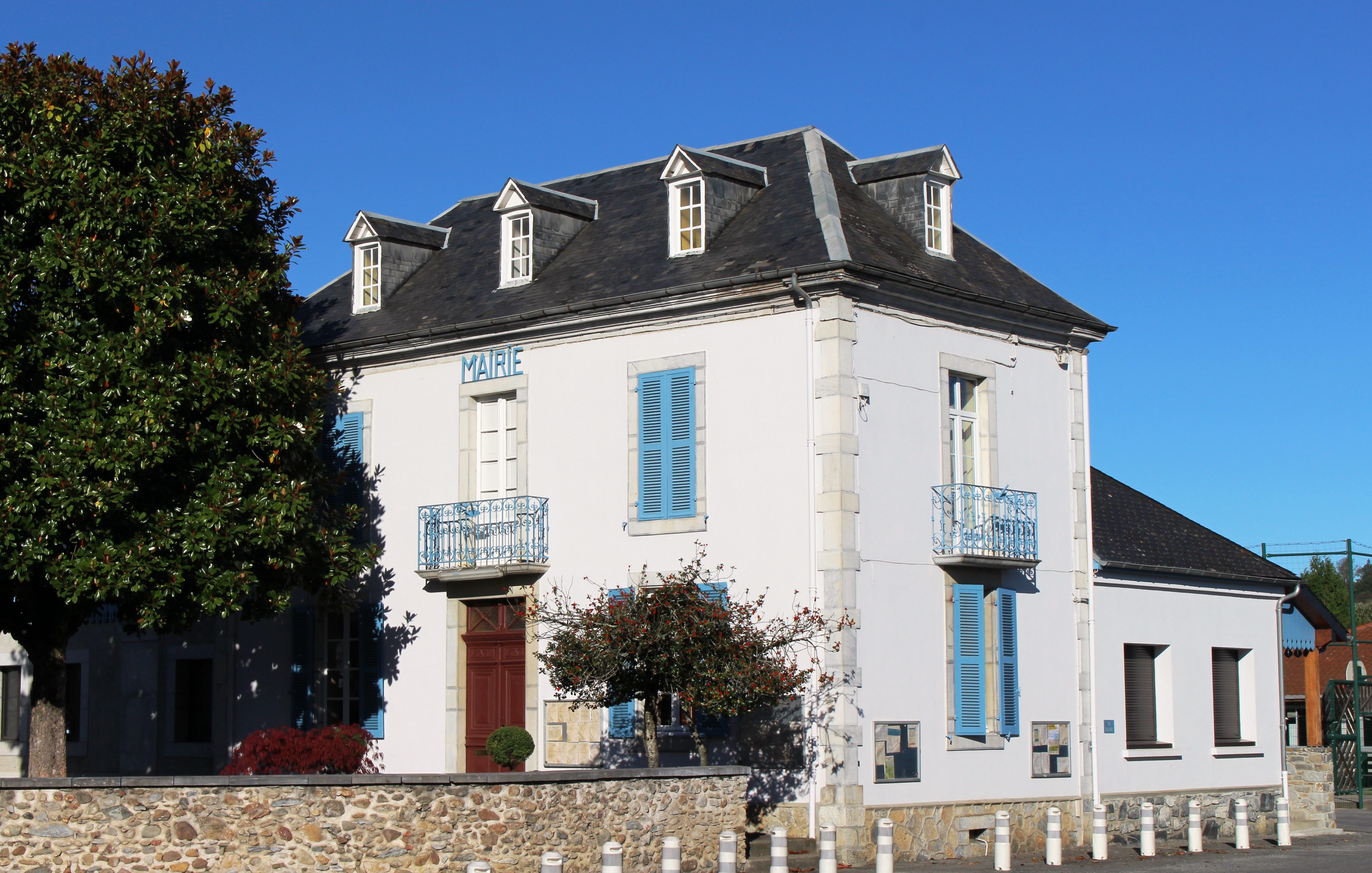
La mairie de La Barthe-de-Neste.

- Maire sortant : Philippe Solaz (DIV).
- 15 sièges à pourvoir au conseil municipal (population légale 2017 : 1 227 habitants)[Min 2].
- 4 sièges à pourvoir au conseil communautaire (CC du Plateau de Lannemezan)[CC 5],[48].

| Tête de liste Nom de la liste | Tête de liste Nom de la liste     | Parti       | Premier tour | Premier tour | Sièges | Sièges |
| Tête de liste Nom de la liste | Tête de liste Nom de la liste     | Parti       | Voix         | %            | CM     | CC     |
| ----------------------------- | --------------------------------- | ----------- | ------------ | ------------ | ------ | ------ |
|                               | Philippe Solaz La Barthe ensemble | DIV         | 367          | 100,00       | 15     | 4      |
|                               |                                   |             |              |              |        |        |
| Inscrits                      | Inscrits                          | Inscrits    | 998          | 100,00       |        |        |
| Abstentions                   | Abstentions                       | Abstentions | 574          | 57,52        |        |        |
| Votants                       | Votants                           | Votants     | 424          | 42,48        |        |        |
| Blancs                        | Blancs                            | Blancs      | 36           | 8,49         |        |        |
| Nuls                          | Nuls                              | Nuls        | 21           | 4,95         |        |        |
| Exprimés                      | Exprimés                          | Exprimés    | 367          | 86,56        |        |        |

#### Laloubère

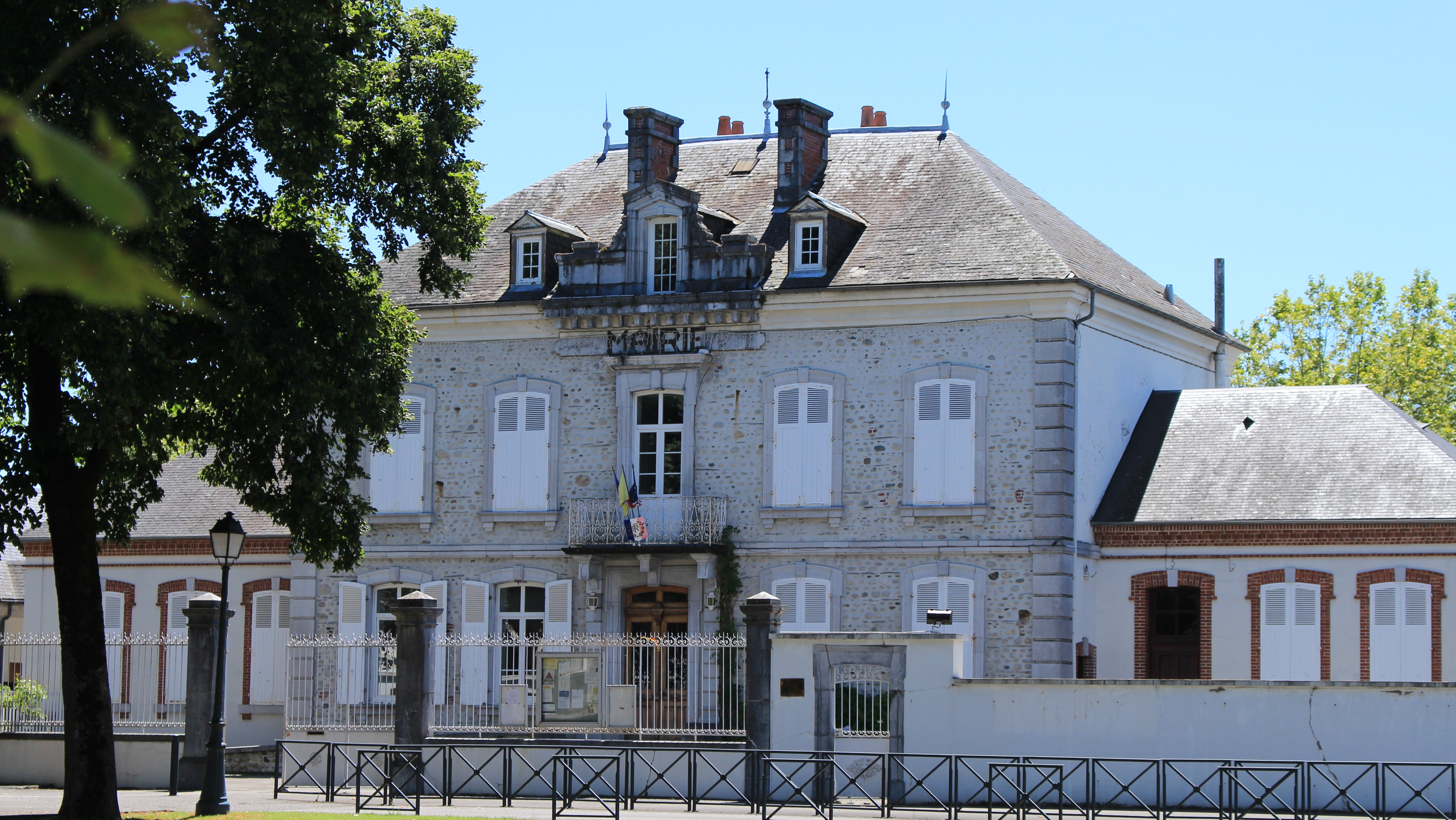
La mairie de Laloubère.

- Maire sortant : Patrick Vignes (LR).
- 19 sièges à pourvoir au conseil municipal (population légale 2017 : 1 883 habitants)[Min 2].
- 1 siège à pourvoir au conseil communautaire (CA Tarbes-Lourdes-Pyrénées)[CC 3].

| Tête de liste Nom de la liste | Tête de liste Nom de la liste                                        | Parti       | Premier tour | Premier tour | Sièges | Sièges |
| Tête de liste Nom de la liste | Tête de liste Nom de la liste                                        | Parti       | Voix         | %            | CM     | CC     |
| ----------------------------- | -------------------------------------------------------------------- | ----------- | ------------ | ------------ | ------ | ------ |
|                               | Patrick Vignes Laloubère avenir, liste d'entente et de rassemblement | LR          | 437          | 100,00       | 19     | 1      |
|                               |                                                                      |             |              |              |        |        |
| Inscrits                      | Inscrits                                                             | Inscrits    | 1 411        | 100,00       |        |        |
| Abstentions                   | Abstentions                                                          | Abstentions | 895          | 63,43        |        |        |
| Votants                       | Votants                                                              | Votants     | 516          | 36,57        |        |        |
| Blancs                        | Blancs                                                               | Blancs      | 27           | 5,23         |        |        |
| Nuls                          | Nuls                                                                 | Nuls        | 52           | 10,08        |        |        |
| Exprimés                      | Exprimés                                                             | Exprimés    | 437          | 84,69        |        |        |

#### Lannemezan

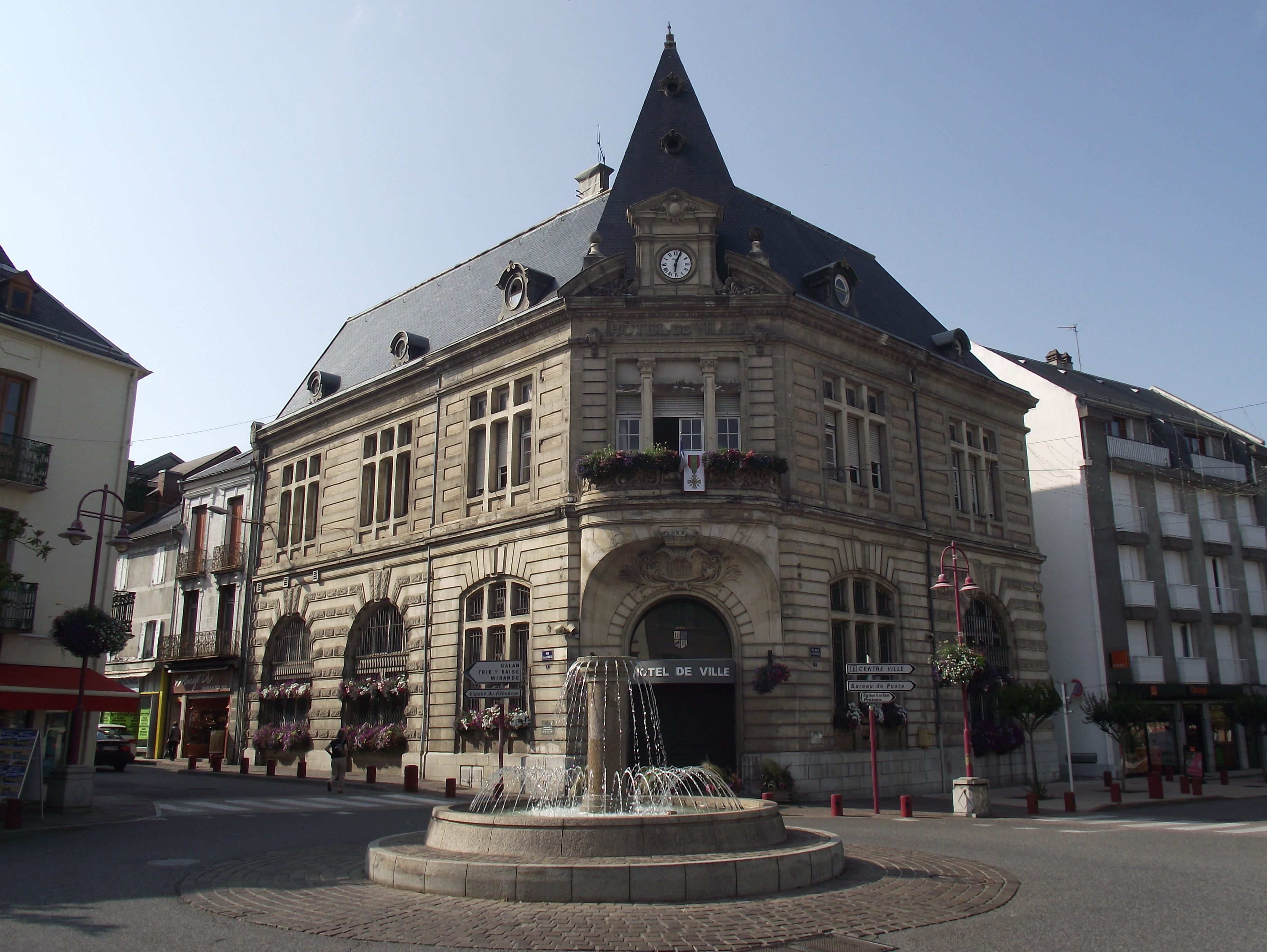
La mairie de Lannemezan.

- Maire sortant : Bernard Plano (PS).
- 29 sièges à pourvoir au conseil municipal (population légale 2017 : 5 837 habitants)[Min 2].
- 19 sièges à pourvoir au conseil communautaire (CC du Plateau de Lannemezan)[CC 5],[48].

| Tête de liste Nom de la liste | Tête de liste Nom de la liste                                                    | Parti       | Premier tour | Premier tour | Sièges | Sièges |
| Tête de liste Nom de la liste | Tête de liste Nom de la liste                                                    | Parti       | Voix         | %            | CM     | CC     |
| ----------------------------- | -------------------------------------------------------------------------------- | ----------- | ------------ | ------------ | ------ | ------ |
|                               | Bernard Plano Construisons l'avenir de Lannemezan avec l'équipe de Bernard Plano | PS          | 1 402        | 60,87        | 24     | 16     |
|                               | Laurent Lages Ensemble prêts pour Lannemezan                                     | DVG         | 901          | 39,12        | 5      | 3      |
|                               |                                                                                  |             |              |              |        |        |
| Inscrits                      | Inscrits                                                                         | Inscrits    | 3 946        | 100,00       |        |        |
| Abstentions                   | Abstentions                                                                      | Abstentions | 1 571        | 39,81        |        |        |
| Votants                       | Votants                                                                          | Votants     | 2 375        | 60,19        |        |        |
| Blancs                        | Blancs                                                                           | Blancs      | 25           | 1,05         |        |        |
| Nuls                          | Nuls                                                                             | Nuls        | 47           | 1,98         |        |        |
| Exprimés                      | Exprimés                                                                         | Exprimés    | 2 303        | 96,97        |        |        |

#### Lourdes

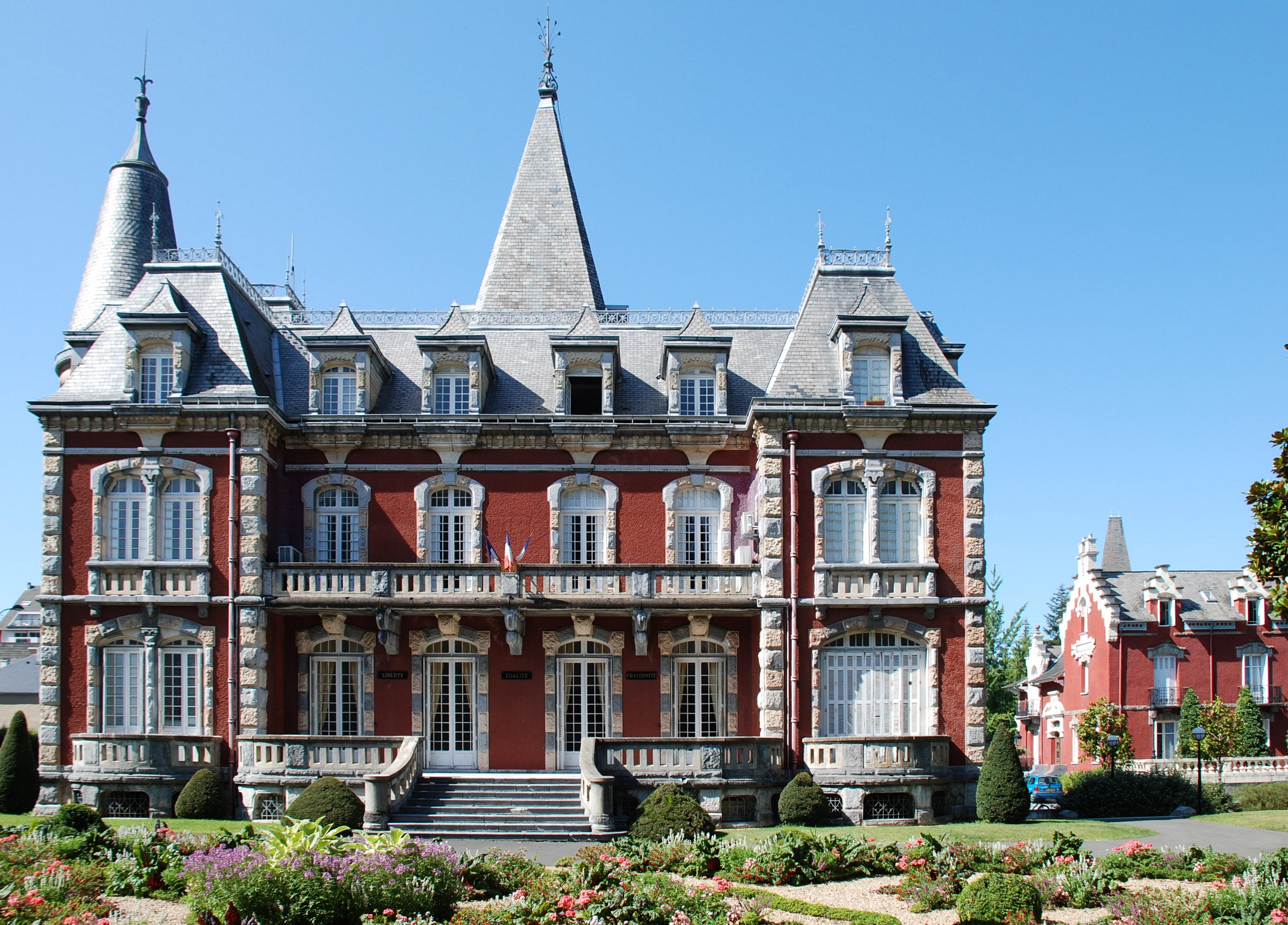
La mairie de Lourdes.

- Maire sortant : Josette Bourdeu (PRG).
- 33 sièges à pourvoir au conseil municipal (population légale 2017 : 13 389 habitants)[Min 2].
- 9 sièges à pourvoir au conseil communautaire (CA Tarbes-Lourdes-Pyrénées)[CC 3].

| Tête de liste Nom de la liste | Tête de liste Nom de la liste                   | Tête de liste Nom de la liste            | Parti       | Premier tour | Premier tour | Second tour | Second tour | Sièges | Sièges |
| Tête de liste Nom de la liste | Tête de liste Nom de la liste                   | Tête de liste Nom de la liste            | Parti       | Voix         | %            | Voix        | %           | CM     | CC     |
| ----------------------------- | ----------------------------------------------- | ---------------------------------------- | ----------- | ------------ | ------------ | ----------- | ----------- | ------ | ------ |
|                               | Thierry Lavit Lourdes, plus qu'une ville        | Thierry Lavit Lourdes, plus qu'une ville | DVG         | 1 519        | 29,90        | 3 078       | 59,77       | 27     | 7      |
|                               | Sylvain Peretto Unis et rassemblés pour Lourdes | (alliance au 2d tour)                    | LR          | 1 172        | 23,07        | 2 071       | 40,22       | 6      | 2      |
|                               | Bruno Vinuale Au nom de Lourdes                 | (alliance au 2d tour)                    | DVD         | 644          | 12,67        | 2 071       | 40,22       | 6      | 2      |
|                               | Stéphanie Lacoste Tous pour Lourdes             | (alliance au 2d tour)                    | DVD         | 487          | 9,58         | 2 071       | 40,22       | 6      | 2      |
|                               | Anjelika Omnes Notre priorité ? Vous !          | (alliance au 2d tour)                    | DVD         | 263          | 5,17         | 2 071       | 40,22       | 6      | 2      |
|                               | Josette Bourdeu Lourdes courageuse              | Josette Bourdeu Lourdes courageuse       | PRG         | 770          | 15,16        | [ 62 ]      | [ 62 ]      | 0      | 0      |
|                               | Christian Agius Lourdes ensemble                | Christian Agius Lourdes ensemble         | DVG         | 224          | 4,41         | [ 68 ]      | [ 68 ]      | 0      | 0      |
|                               |                                                 |                                          |             |              |              |             |             |        |        |
| Inscrits                      | Inscrits                                        | Inscrits                                 | Inscrits    | 10 128       | 100,00       | 10 159      | 100,00      |        |        |
| Abstentions                   | Abstentions                                     | Abstentions                              | Abstentions | 4 837        | 47,76        | 4 735       | 46,61       |        |        |
| Votants                       | Votants                                         | Votants                                  | Votants     | 5 291        | 52,24        | 5 424       | 53,39       |        |        |
| Blancs                        | Blancs                                          | Blancs                                   | Blancs      | 63           | 1,19         | 104         | 1,92        |        |        |
| Nuls                          | Nuls                                            | Nuls                                     | Nuls        | 149          | 2,82         | 171         | 3,15        |        |        |
| Exprimés                      | Exprimés                                        | Exprimés                                 | Exprimés    | 5 079        | 95,99        | 5 149       | 94,93       |        |        |

#### Maubourguet
- Maire sortant : Jean Nadal (PS).

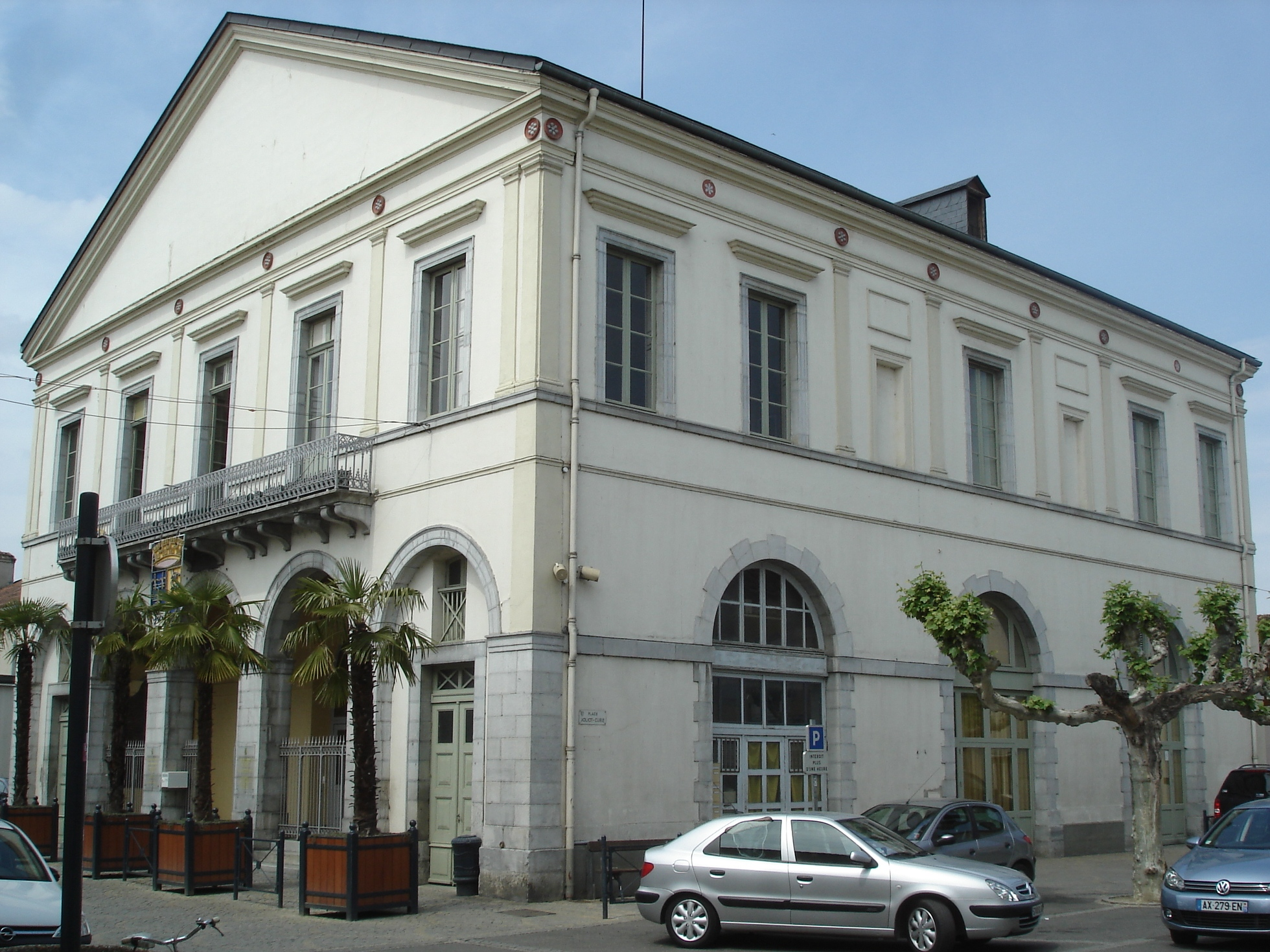
La mairie de Maubourguet.

- 19 sièges à pourvoir au conseil municipal (population légale 2017 : 2 377 habitants)[Min 2].
- 7 sièges à pourvoir au conseil communautaire (CC Adour Madiran)[CC 1].

| Tête de liste Nom de la liste | Tête de liste Nom de la liste                    | Parti       | Premier tour | Premier tour | Sièges | Sièges |
| Tête de liste Nom de la liste | Tête de liste Nom de la liste                    | Parti       | Voix         | %            | CM     | CC     |
| ----------------------------- | ------------------------------------------------ | ----------- | ------------ | ------------ | ------ | ------ |
|                               | Jean Nadal Maubourguet progrès                   | PS          | 485          | 56,26        | 15     | 6      |
|                               | Mireille Baradat Agir avec vous pour Maubourguet | DIV         | 377          | 43,73        | 4      | 1      |
|                               |                                                  |             |              |              |        |        |
| Inscrits                      | Inscrits                                         | Inscrits    | 1 755        | 100,00       |        |        |
| Abstentions                   | Abstentions                                      | Abstentions | 781          | 44,50        |        |        |
| Votants                       | Votants                                          | Votants     | 974          | 55,50        |        |        |
| Blancs                        | Blancs                                           | Blancs      | 3            | 0,31         |        |        |
| Nuls                          | Nuls                                             | Nuls        | 109          | 11,19        |        |        |
| Exprimés                      | Exprimés                                         | Exprimés    | 862          | 88,50        |        |        |

#### Odos

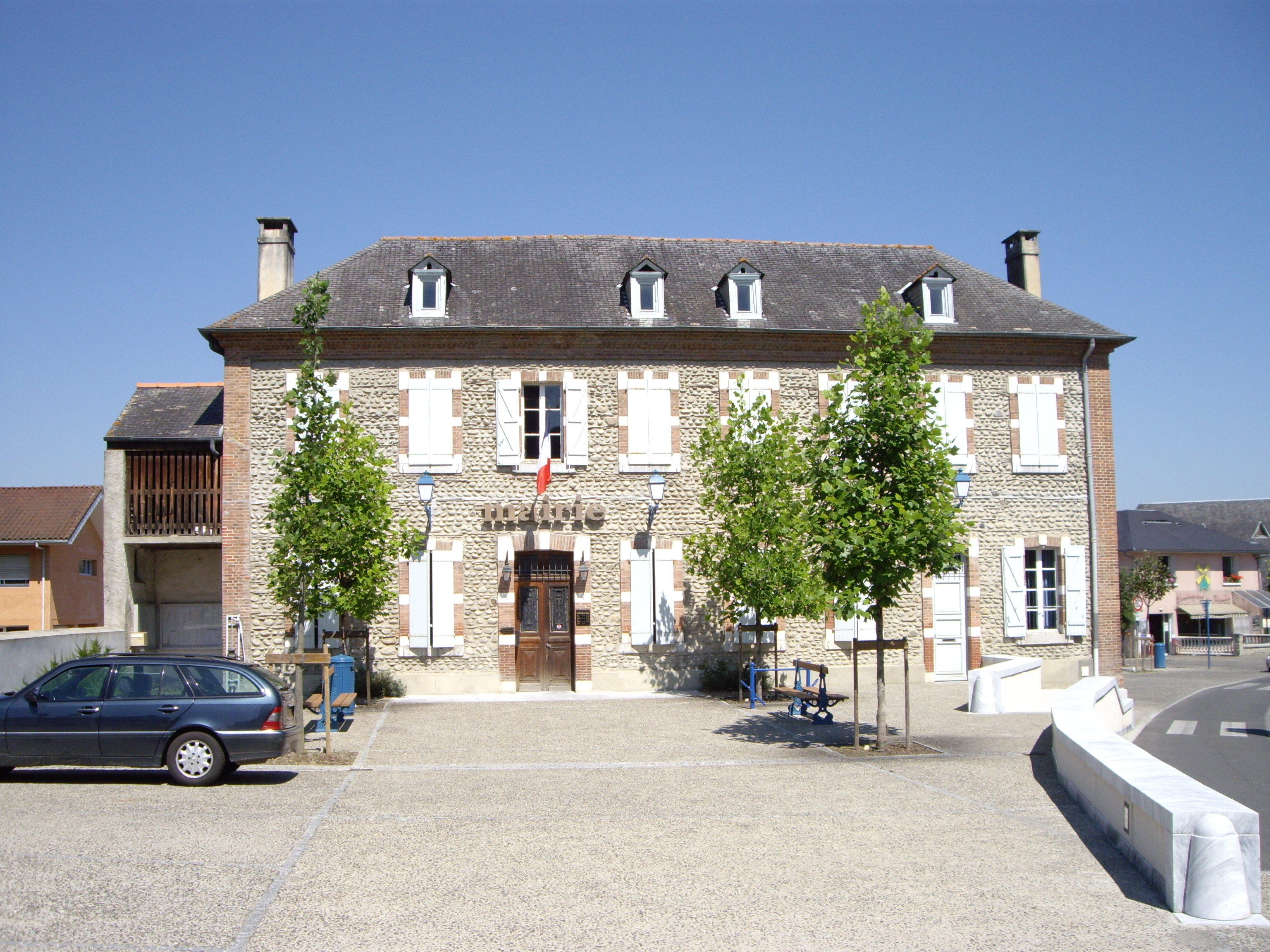
La mairie d'Odos.

- Maire sortant : Jean-Michel Lehmann (DVG).
- 23 sièges à pourvoir au conseil municipal (population légale 2017 : 3 242 habitants)[Min 2].
- 2 sièges à pourvoir au conseil communautaire (CA Tarbes-Lourdes-Pyrénées)[CC 3].

| Tête de liste Nom de la liste                                                                   | Tête de liste Nom de la liste                    | Parti       | Premier tour | Premier tour | Sièges | Sièges |
| Tête de liste Nom de la liste                                                                   | Tête de liste Nom de la liste                    | Parti       | Voix         | %            | CM     | CC     |
| ----------------------------------------------------------------------------------------------- | ------------------------------------------------ | ----------- | ------------ | ------------ | ------ | ------ |
|                                                                                                 | Isabelle Loubradou Odos 2020 continuons ensemble | PS          | 712          | 53,17        | 18     | 2      |
|                                                                                                 | Nathalie Baldini S'unir pour Odos                | DIV         | 627          | 46,82        | 5      | 0      |
|                                                                                                 |                                                  |             |              |              |        |        |
| Inscrits                                                                                        | Inscrits                                         | Inscrits    | 2 652        | 100,00       |        |        |
| Abstentions                                                                                     | Abstentions                                      | Abstentions | 1 265        | 47,70        |        |        |
| Votants                                                                                         | Votants                                          | Votants     | 1 387        | 52,30        |        |        |
| Blancs                                                                                          | Blancs                                           | Blancs      | 23           | 1,66         |        |        |
| Nuls                                                                                            | Nuls                                             | Nuls        | 25           | 1,80         |        |        |
| Exprimés                                                                                        | Exprimés                                         | Exprimés    | 1 339        | 96,54        |        |        |
| * : Liste des élus sortants (le maire sortant ne se représente pas, mais 14 élus sortants, oui) |                                                  |             |              |              |        |        |

#### Orleix

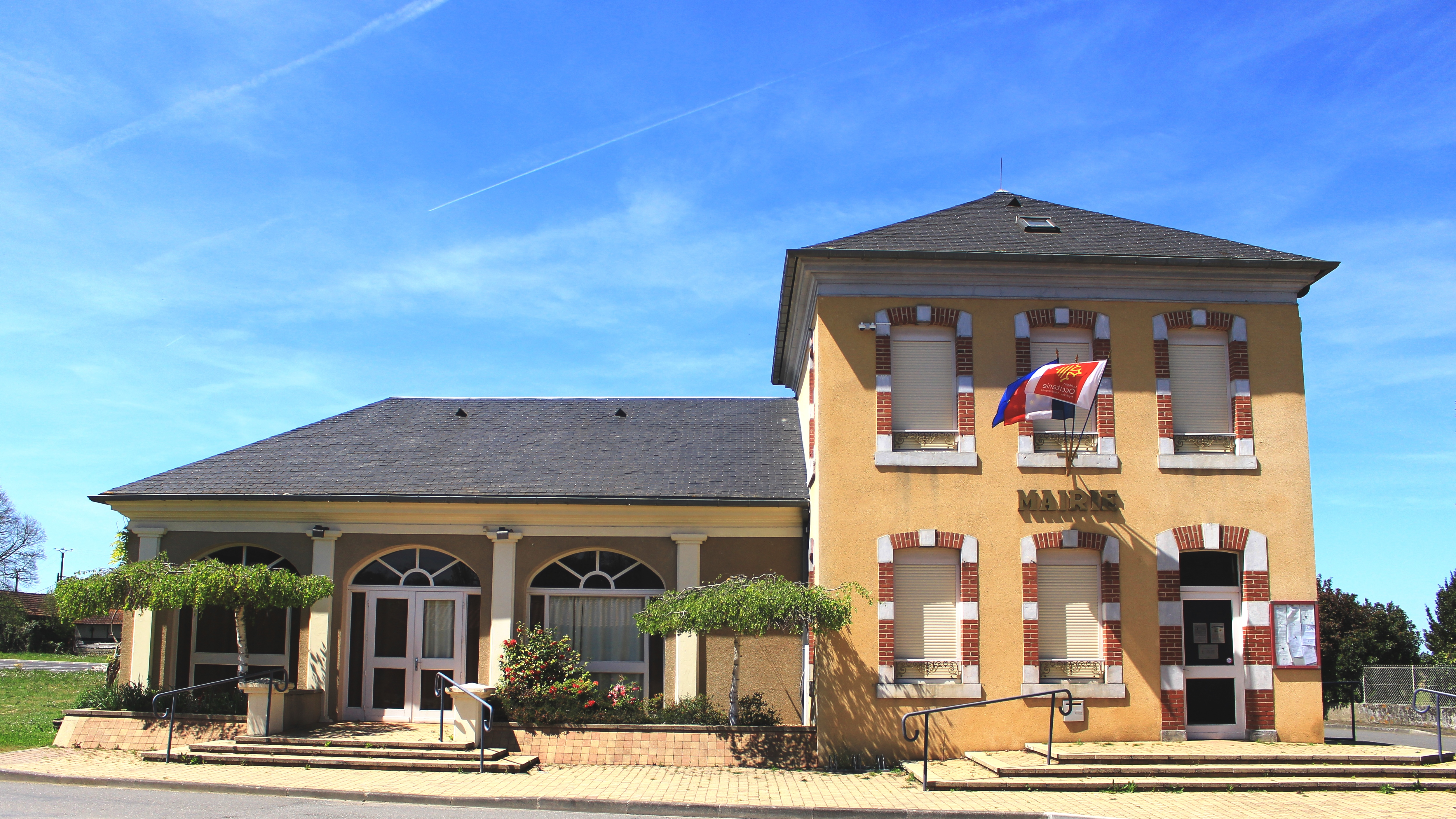
La mairie d'Orleix.

- Maire sortant : Charles Habas (PS).
- 19 sièges à pourvoir au conseil municipal (population légale 2017 : 2 127 habitants)[Min 2].
- 1 siège à pourvoir au conseil communautaire (CA Tarbes-Lourdes-Pyrénées)[CC 3].

| Tête de liste Nom de la liste | Tête de liste Nom de la liste             | Parti       | Premier tour | Premier tour | Sièges | Sièges |
| Tête de liste Nom de la liste | Tête de liste Nom de la liste             | Parti       | Voix         | %            | CM     | CC     |
| ----------------------------- | ----------------------------------------- | ----------- | ------------ | ------------ | ------ | ------ |
|                               | Guillaume Rossic Unis pour Orleix         | DVG         | 540          | 60,60        | 16     | 1      |
|                               | Gisèle Verdeil Orleix énergies citoyennes | DVG         | 201          | 22,55        | 2      | 0      |
|                               | Pascal Gibaud Orleix changeons            | DVG         | 150          | 16,83        | 1      | 0      |
|                               |                                           |             |              |              |        |        |
| Inscrits                      | Inscrits                                  | Inscrits    | 1 656        | 100,00       |        |        |
| Abstentions                   | Abstentions                               | Abstentions | 740          | 44,69        |        |        |
| Votants                       | Votants                                   | Votants     | 916          | 55,31        |        |        |
| Blancs                        | Blancs                                    | Blancs      | 14           | 1,53         |        |        |
| Nuls                          | Nuls                                      | Nuls        | 11           | 1,20         |        |        |
| Exprimés                      | Exprimés                                  | Exprimés    | 891          | 97,27        |        |        |

#### Ossun

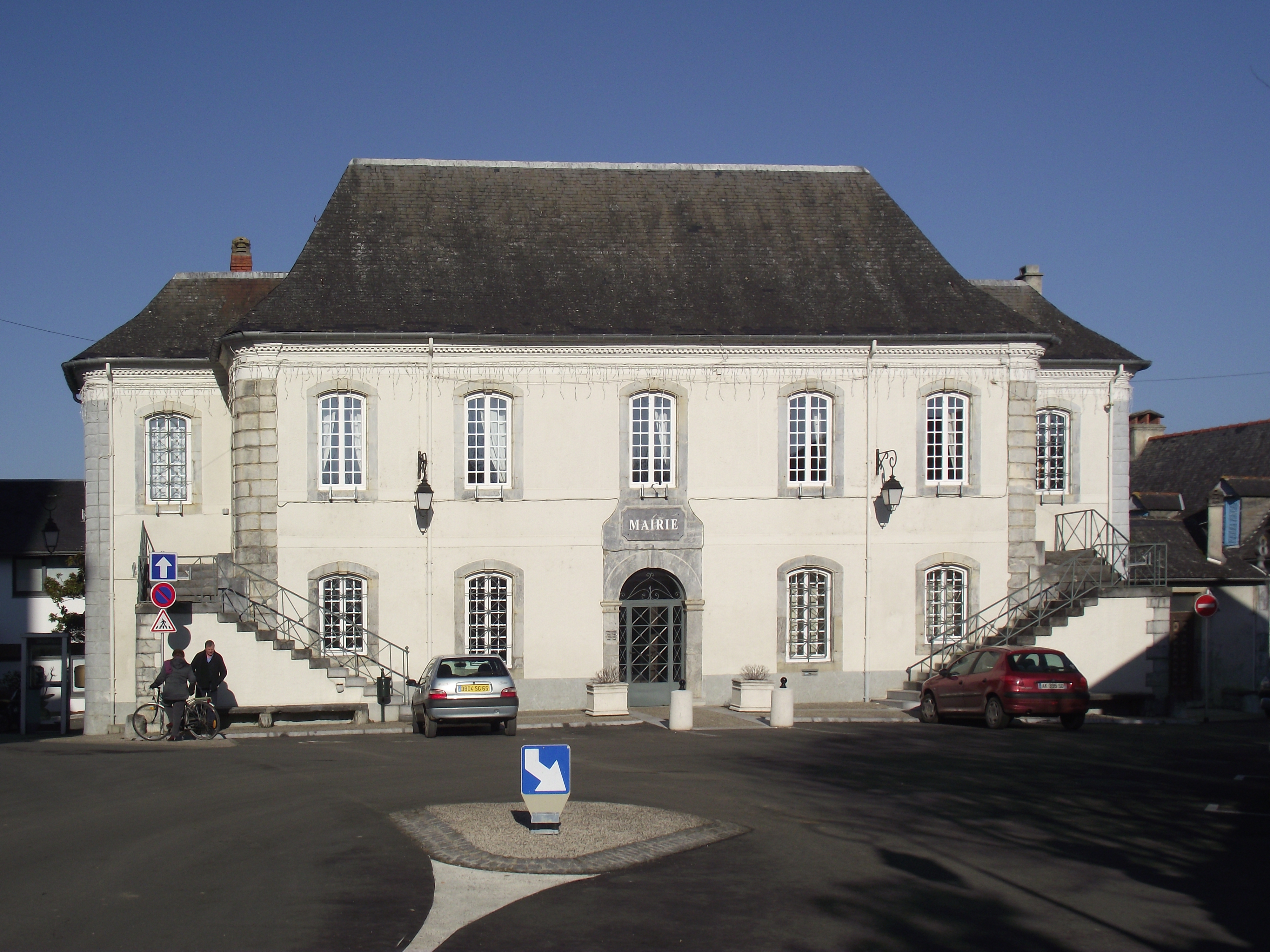
La mairie d'Ossun.

- Maire sortant : Francis Bordenave (DVG).
- 19 sièges à pourvoir au conseil municipal (population légale 2017 : 2 368 habitants)[Min 2].
- 1 siège à pourvoir au conseil communautaire (CA Tarbes-Lourdes-Pyrénées)[CC 3].

| Tête de liste Nom de la liste | Tête de liste Nom de la liste            | Parti       | Premier tour | Premier tour | Second tour | Second tour | Sièges | Sièges |
| Tête de liste Nom de la liste | Tête de liste Nom de la liste            | Parti       | Voix         | %            | Voix        | %           | CM     | CC     |
| ----------------------------- | ---------------------------------------- | ----------- | ------------ | ------------ | ----------- | ----------- | ------ | ------ |
|                               | Francis Bordenave Ossun Village d'Avenir | DVG         | 476          | 39,93        | 597         | 50,42       | 15     | 1      |
|                               | Michel Hourné Ossun 2020                 | DIV         | 449          | 37,66        | 587         | 49,57       | 4      | 0      |
|                               | Bernard Torralva Ossun agir ensemble     | DVG         | 267          | 22,39        |             |             | 0      | 0      |
|                               |                                          |             |              |              |             |             |        |        |
| Inscrits                      | Inscrits                                 | Inscrits    | 1 841        | 100,00       | 1 841       | 100,00      |        |        |
| Abstentions                   | Abstentions                              | Abstentions | 631          | 34,27        | 614         | 33,35       |        |        |
| Votants                       | Votants                                  | Votants     | 1 210        | 65,73        | 1 227       | 66,65       |        |        |
| Blancs                        | Blancs                                   | Blancs      | 7            | 0,58         | 14          | 1,14        |        |        |
| Nuls                          | Nuls                                     | Nuls        | 11           | 0,91         | 29          | 2,36        |        |        |
| Exprimés                      | Exprimés                                 | Exprimés    | 1 192        | 98,51        | 1 184       | 96,50       |        |        |

#### Oursbelille

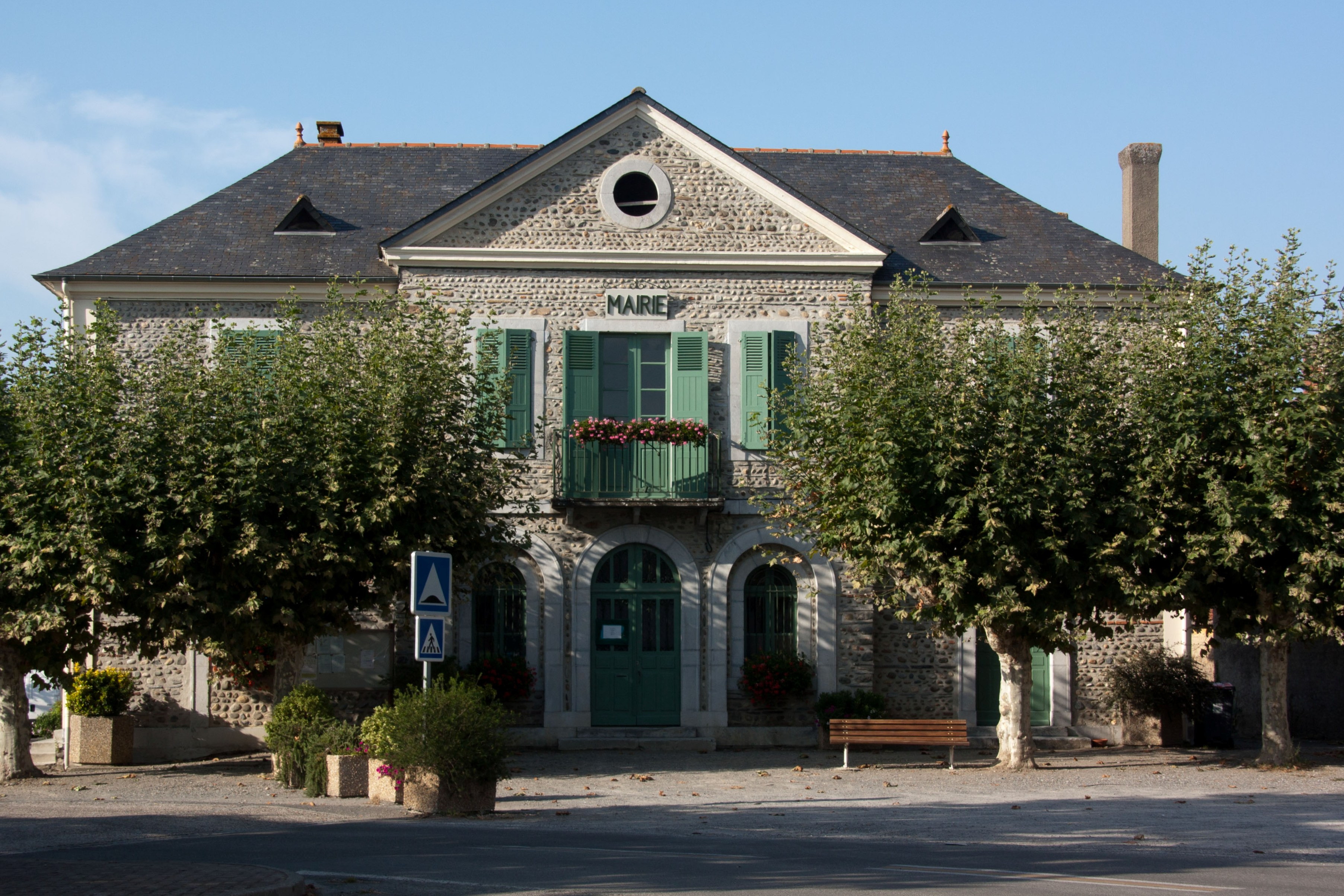
La mairie d'Oursbelille.

- Maire sortant : Henri Fatta (PCF).
- 15 sièges à pourvoir au conseil municipal (population légale 2017 : 1 179 habitants)[Min 2].
- 1 siège à pourvoir au conseil communautaire (CA Tarbes-Lourdes-Pyrénées)[CC 3].

| Tête de liste Nom de la liste | Tête de liste Nom de la liste         | Parti       | Premier tour | Premier tour | Sièges | Sièges |
| Tête de liste Nom de la liste | Tête de liste Nom de la liste         | Parti       | Voix         | %            | CM     | CC     |
| ----------------------------- | ------------------------------------- | ----------- | ------------ | ------------ | ------ | ------ |
|                               | Henri Fatta Ensemble pour Oursbelille | PCF         | 404          | 100,00       | 15     | 1      |
|                               |                                       |             |              |              |        |        |
| Inscrits                      | Inscrits                              | Inscrits    | 1 092        | 100,00       |        |        |
| Abstentions                   | Abstentions                           | Abstentions | 616          | 56,41        |        |        |
| Votants                       | Votants                               | Votants     | 476          | 43,59        |        |        |
| Blancs                        | Blancs                                | Blancs      | 9            | 1,89         |        |        |
| Nuls                          | Nuls                                  | Nuls        | 63           | 13,24        |        |        |
| Exprimés                      | Exprimés                              | Exprimés    | 404          | 84,87        |        |        |

#### Pierrefitte-Nestalas

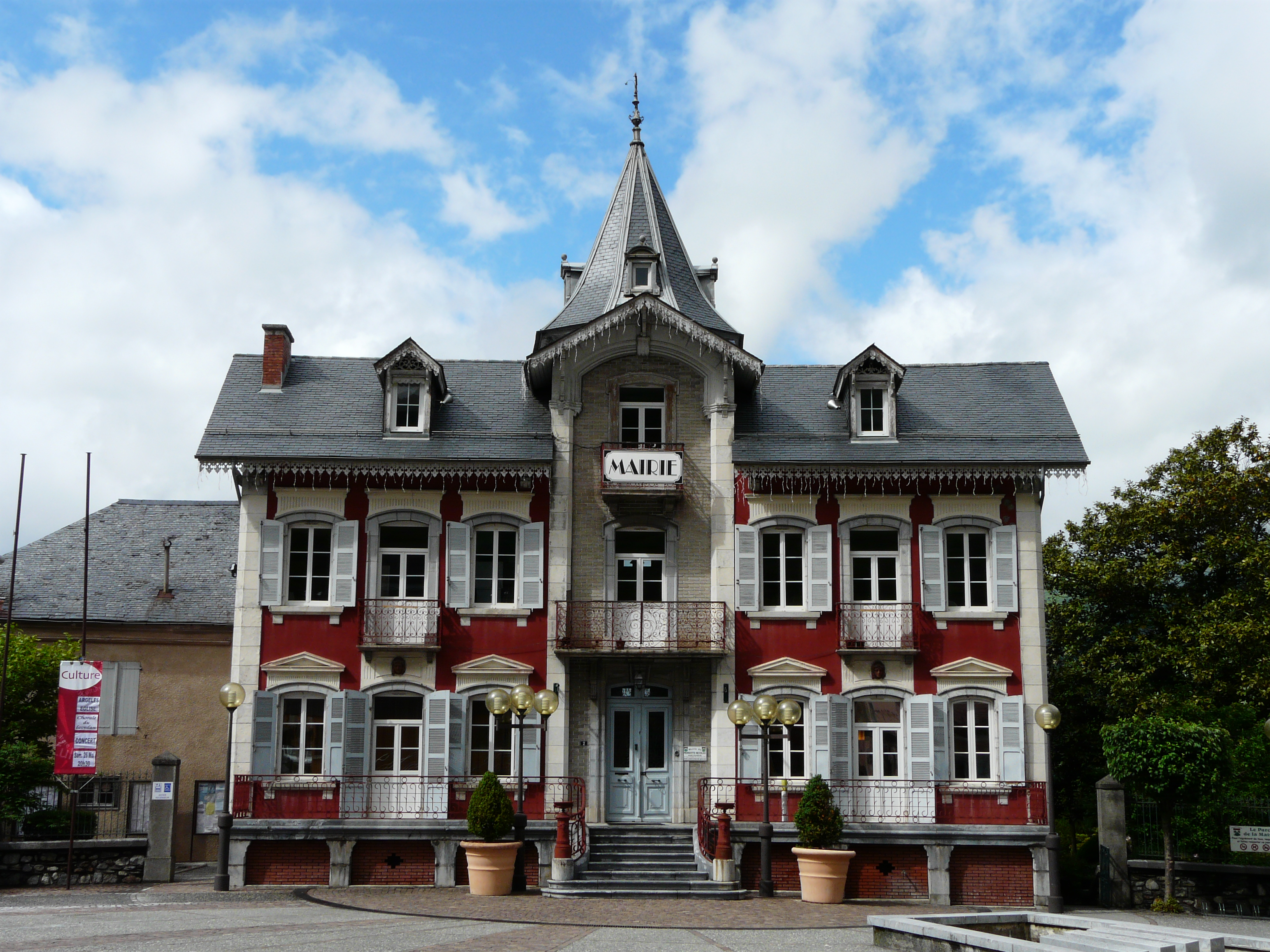
La mairie de Pierrefitte-Nestalas.

- Maire sortant : Noël Pereira da Cunha (PRG).
- 15 sièges à pourvoir au conseil municipal (population légale 2017 : 1 139 habitants)[Min 2].
- 4 sièges à pourvoir au conseil communautaire (CC Pyrénées Vallées des Gaves)[CC 2],[30].

| Tête de liste Nom de la liste | Tête de liste Nom de la liste                           | Parti       | Premier tour | Premier tour | Sièges | Sièges |
| Tête de liste Nom de la liste | Tête de liste Nom de la liste                           | Parti       | Voix         | %            | CM     | CC     |
| ----------------------------- | ------------------------------------------------------- | ----------- | ------------ | ------------ | ------ | ------ |
|                               | Noël Pereira da Cunha Pierefitte-Nestalas Agir ensemble | PRG         | 352          | 100,00       | 15     | 4      |
|                               |                                                         |             |              |              |        |        |
| Inscrits                      | Inscrits                                                | Inscrits    | 965          | 100,00       |        |        |
| Abstentions                   | Abstentions                                             | Abstentions | 559          | 57,93        |        |        |
| Votants                       | Votants                                                 | Votants     | 406          | 42,07        |        |        |
| Blancs                        | Blancs                                                  | Blancs      | 11           | 2,71         |        |        |
| Nuls                          | Nuls                                                    | Nuls        | 43           | 10,59        |        |        |
| Exprimés                      | Exprimés                                                | Exprimés    | 352          | 86,70        |        |        |

#### Pouzac

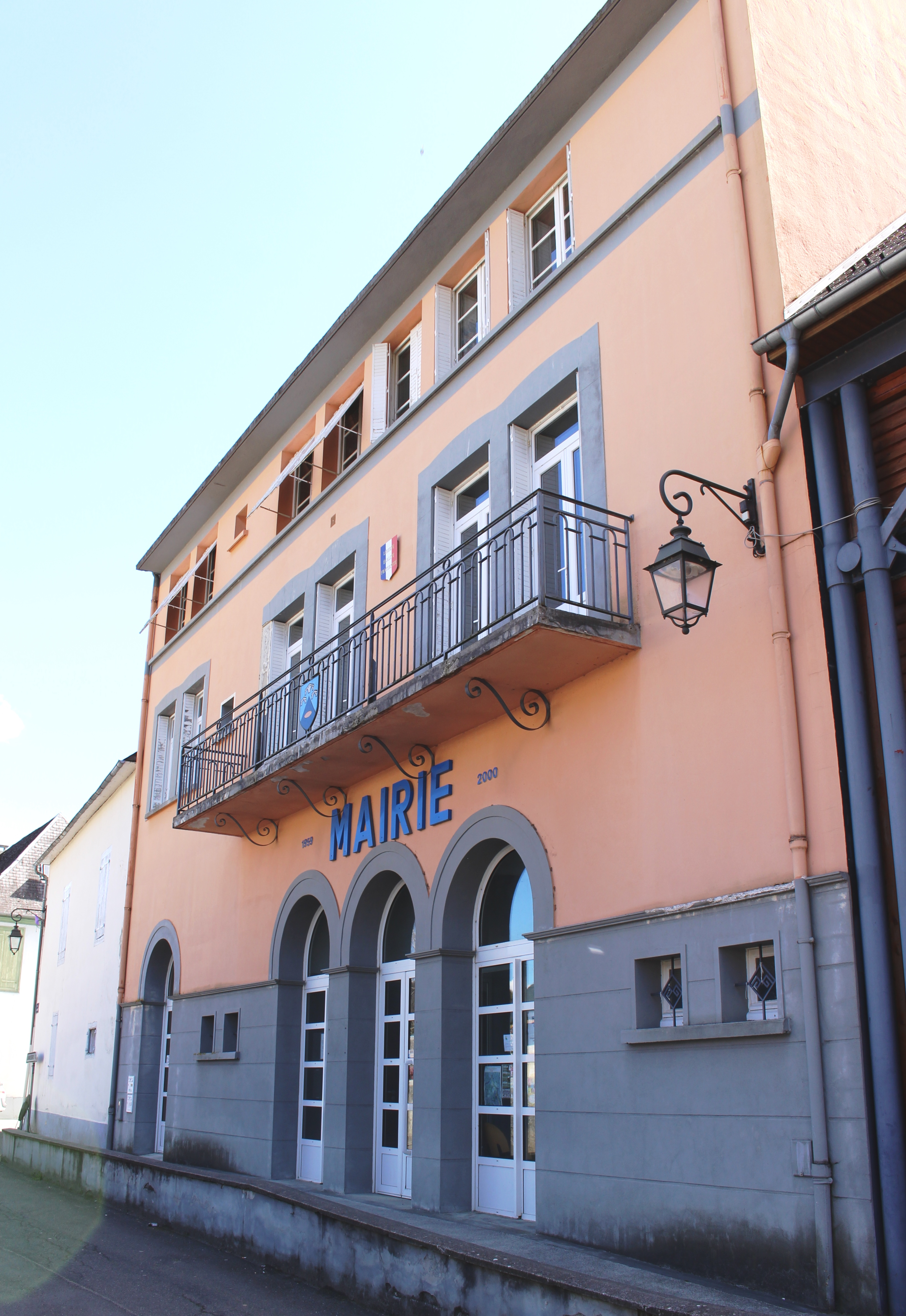
La mairie de Pouzac.

- Maire sortant : Jean-Luc Mascaras (DIV).
- 15 sièges à pourvoir au conseil municipal (population légale 2017 : 1 112 habitants)[Min 2].
- 2 sièges à pourvoir au conseil communautaire (CC de la Haute-Bigorre)[CC 4].

| Tête de liste Nom de la liste | Tête de liste Nom de la liste               | Parti       | Premier tour | Premier tour | Sièges | Sièges |
| Tête de liste Nom de la liste | Tête de liste Nom de la liste               | Parti       | Voix         | %            | CM     | CC     |
| ----------------------------- | ------------------------------------------- | ----------- | ------------ | ------------ | ------ | ------ |
|                               | Patricia Sentubery-Chagnot Pouzac, ensemble | DIV         | 418          | 100,00       | 15     | 2      |
|                               |                                             |             |              |              |        |        |
| Inscrits                      | Inscrits                                    | Inscrits    | 984          | 100,00       |        |        |
| Abstentions                   | Abstentions                                 | Abstentions | 514          | 52,24        |        |        |
| Votants                       | Votants                                     | Votants     | 470          | 47,76        |        |        |
| Blancs                        | Blancs                                      | Blancs      | 17           | 3,62         |        |        |
| Nuls                          | Nuls                                        | Nuls        | 35           | 7,45         |        |        |
| Exprimés                      | Exprimés                                    | Exprimés    | 418          | 88,94        |        |        |

#### Rabastens-de-Bigorre

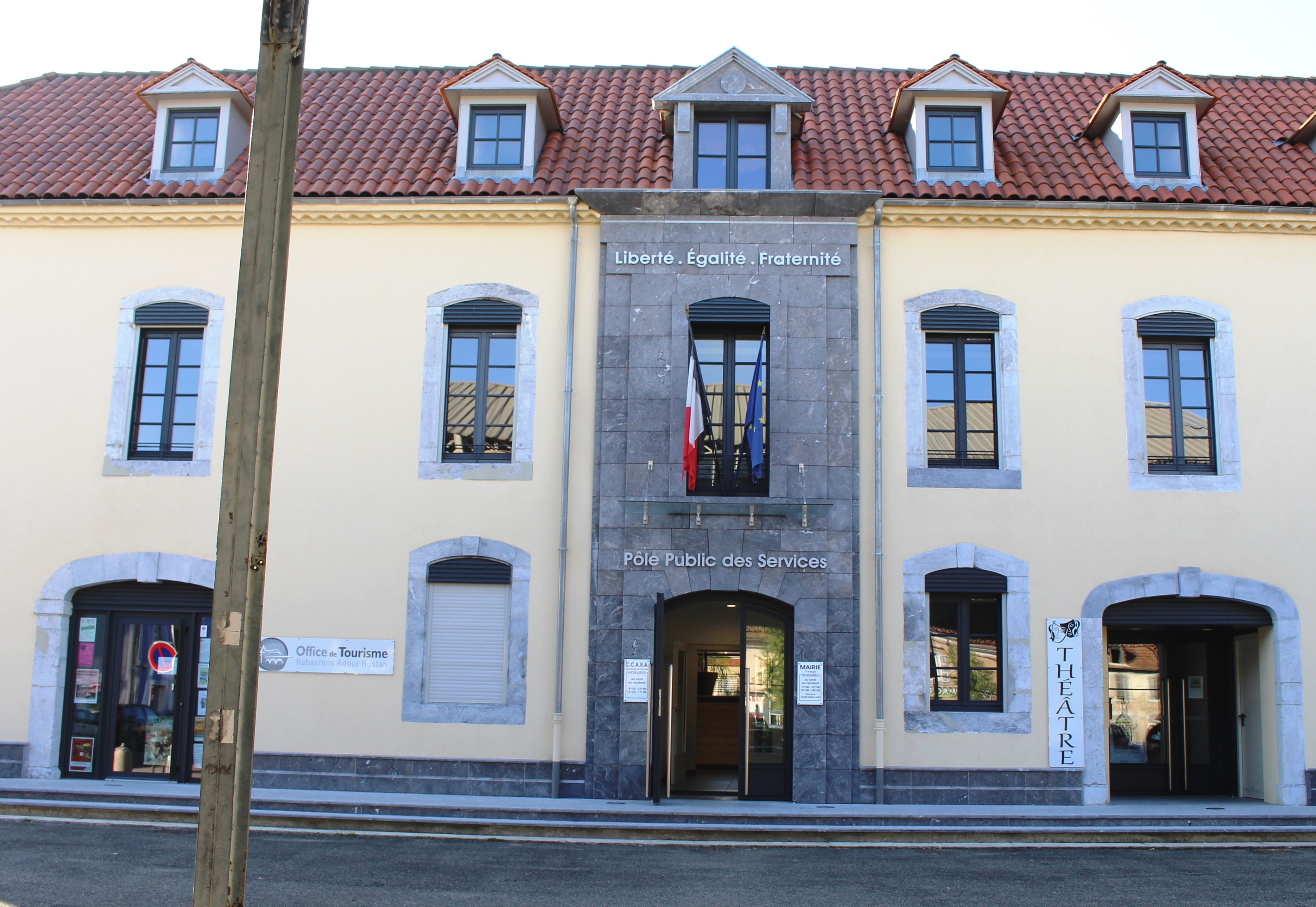
La mairie de Rabastens-de-Bigorre.

- Maire sortant : Alain Guillouet (SE).
- 15 sièges à pourvoir au conseil municipal (population légale 2017 : 1 453 habitants)[Min 2].
- 4 sièges à pourvoir au conseil communautaire (CC Adour Madiran)[CC 1].

| Tête de liste Nom de la liste | Tête de liste Nom de la liste                          | Parti       | Premier tour | Premier tour | Sièges | Sièges |
| Tête de liste Nom de la liste | Tête de liste Nom de la liste                          | Parti       | Voix         | %            | CM     | CC     |
| ----------------------------- | ------------------------------------------------------ | ----------- | ------------ | ------------ | ------ | ------ |
|                               | Véronique Thirault Vivre Rabastens-de-Bigorre ensemble | DIV         | 328          | 52,81        | 12     | 3      |
|                               | Michèle Gerbet Rabastens autrement                     | DIV         | 293          | 47,18        | 3      | 1      |
|                               |                                                        |             |              |              |        |        |
| Inscrits                      | Inscrits                                               | Inscrits    | 1 036        | 100,00       |        |        |
| Abstentions                   | Abstentions                                            | Abstentions | 403          | 38,90        |        |        |
| Votants                       | Votants                                                | Votants     | 633          | 61,10        |        |        |
| Blancs                        | Blancs                                                 | Blancs      | 4            | 0,63         |        |        |
| Nuls                          | Nuls                                                   | Nuls        | 8            | 1,26         |        |        |
| Exprimés                      | Exprimés                                               | Exprimés    | 621          | 98,10        |        |        |

#### Saint-Pé-de-Bigorre

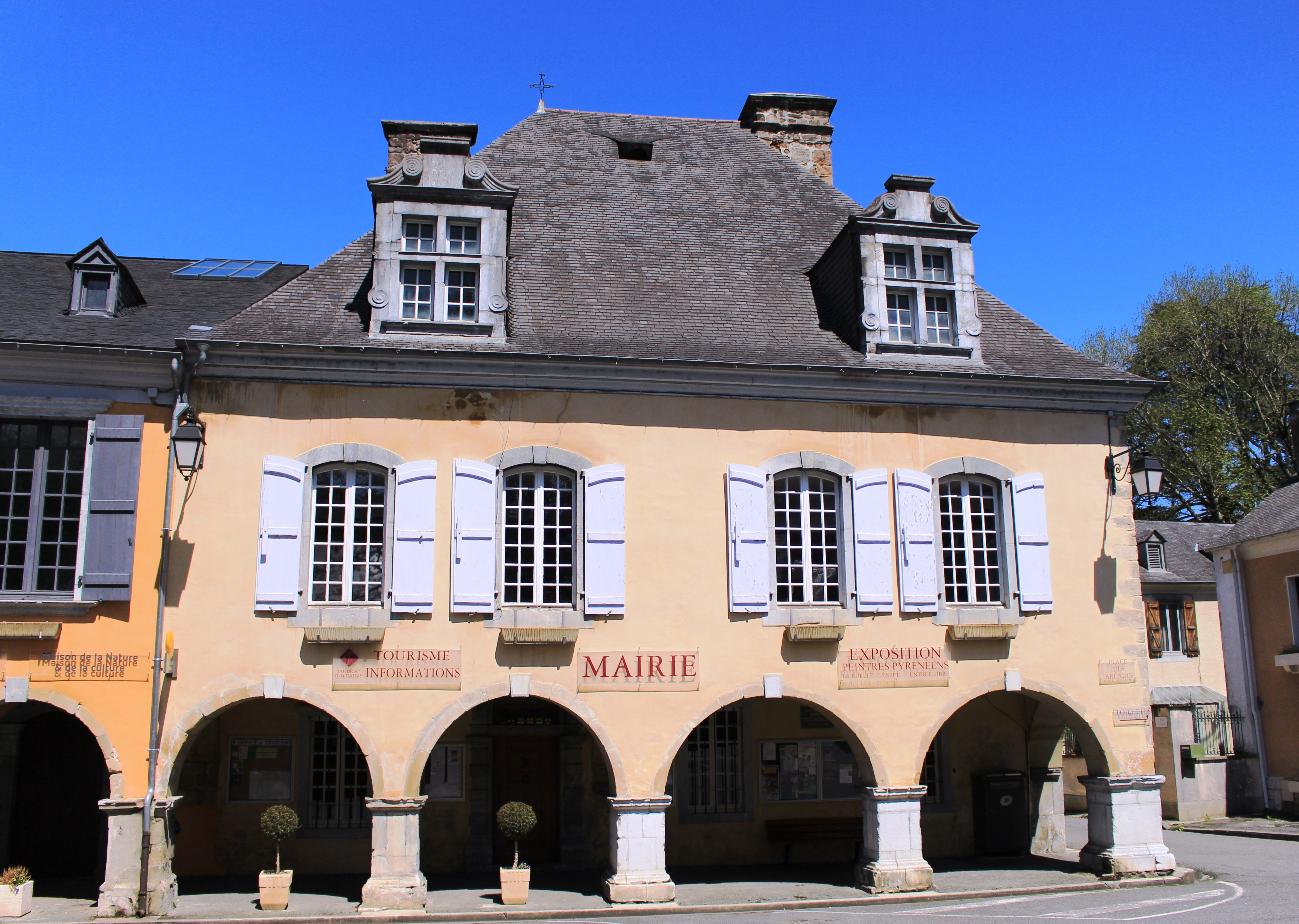
La mairie de Saint-Pé-de-Bigorre.

- Maire sortant : Jean-Claude Beaucoueste (PRG).
- 15 sièges à pourvoir au conseil municipal (population légale 2017 : 1 162 habitants)[Min 2].
- 1 siège à pourvoir au conseil communautaire (CA Tarbes-Lourdes-Pyrénées)[CC 3].

| Tête de liste Nom de la liste | Tête de liste Nom de la liste                 | Parti       | Premier tour | Premier tour | Sièges | Sièges |
| Tête de liste Nom de la liste | Tête de liste Nom de la liste                 | Parti       | Voix         | %            | CM     | CC     |
| ----------------------------- | --------------------------------------------- | ----------- | ------------ | ------------ | ------ | ------ |
|                               | Jean-Claude Beaucoueste Bien vivre à Saint-Pé | PRG         | 375          | 100,00       | 15     | 1      |
|                               |                                               |             |              |              |        |        |
| Inscrits                      | Inscrits                                      | Inscrits    | 969          | 100,00       |        |        |
| Abstentions                   | Abstentions                                   | Abstentions | 495          | 51,08        |        |        |
| Votants                       | Votants                                       | Votants     | 474          | 48,92        |        |        |
| Blancs                        | Blancs                                        | Blancs      | 17           | 3,59         |        |        |
| Nuls                          | Nuls                                          | Nuls        | 82           | 17,30        |        |        |
| Exprimés                      | Exprimés                                      | Exprimés    | 375          | 79,11        |        |        |

#### Séméac

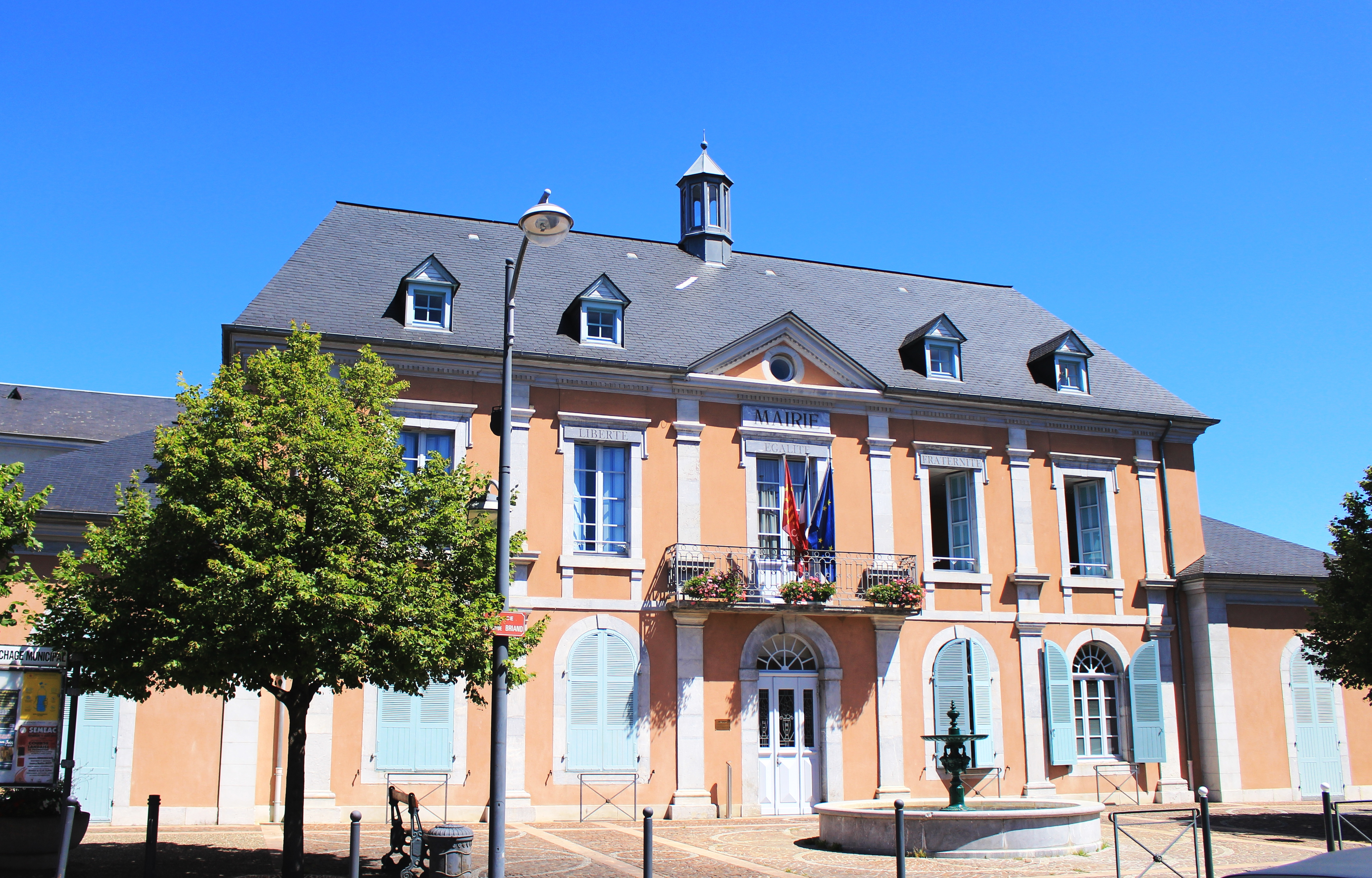
La mairie de Séméac.

- Maire sortant : Philippe Baubay (PS).
- 27 sièges à pourvoir au conseil municipal (population légale 2017 : 4 926 habitants)[Min 2].
- 3 sièges à pourvoir au conseil communautaire (CA Tarbes-Lourdes-Pyrénées)[CC 3].

| Tête de liste Nom de la liste | Tête de liste Nom de la liste                | Parti       | Premier tour | Premier tour | Sièges | Sièges |
| Tête de liste Nom de la liste | Tête de liste Nom de la liste                | Parti       | Voix         | %            | CM     | CC     |
| ----------------------------- | -------------------------------------------- | ----------- | ------------ | ------------ | ------ | ------ |
|                               | Philippe Baubay Agir durablement pour Séméac | PS          | 1 012        | 70,91        | 23     | 3      |
|                               | Philippe Evon Séméac autrement               | DIV         | 415          | 29,08        | 4      | 0      |
|                               |                                              |             |              |              |        |        |
| Inscrits                      | Inscrits                                     | Inscrits    | 3 789        | 100,00       |        |        |
| Abstentions                   | Abstentions                                  | Abstentions | 2 282        | 60,23        |        |        |
| Votants                       | Votants                                      | Votants     | 1 507        | 39,77        |        |        |
| Blancs                        | Blancs                                       | Blancs      | 25           | 1,66         |        |        |
| Nuls                          | Nuls                                         | Nuls        | 55           | 3,65         |        |        |
| Exprimés                      | Exprimés                                     | Exprimés    | 1 427        | 94,69        |        |        |

#### Soues

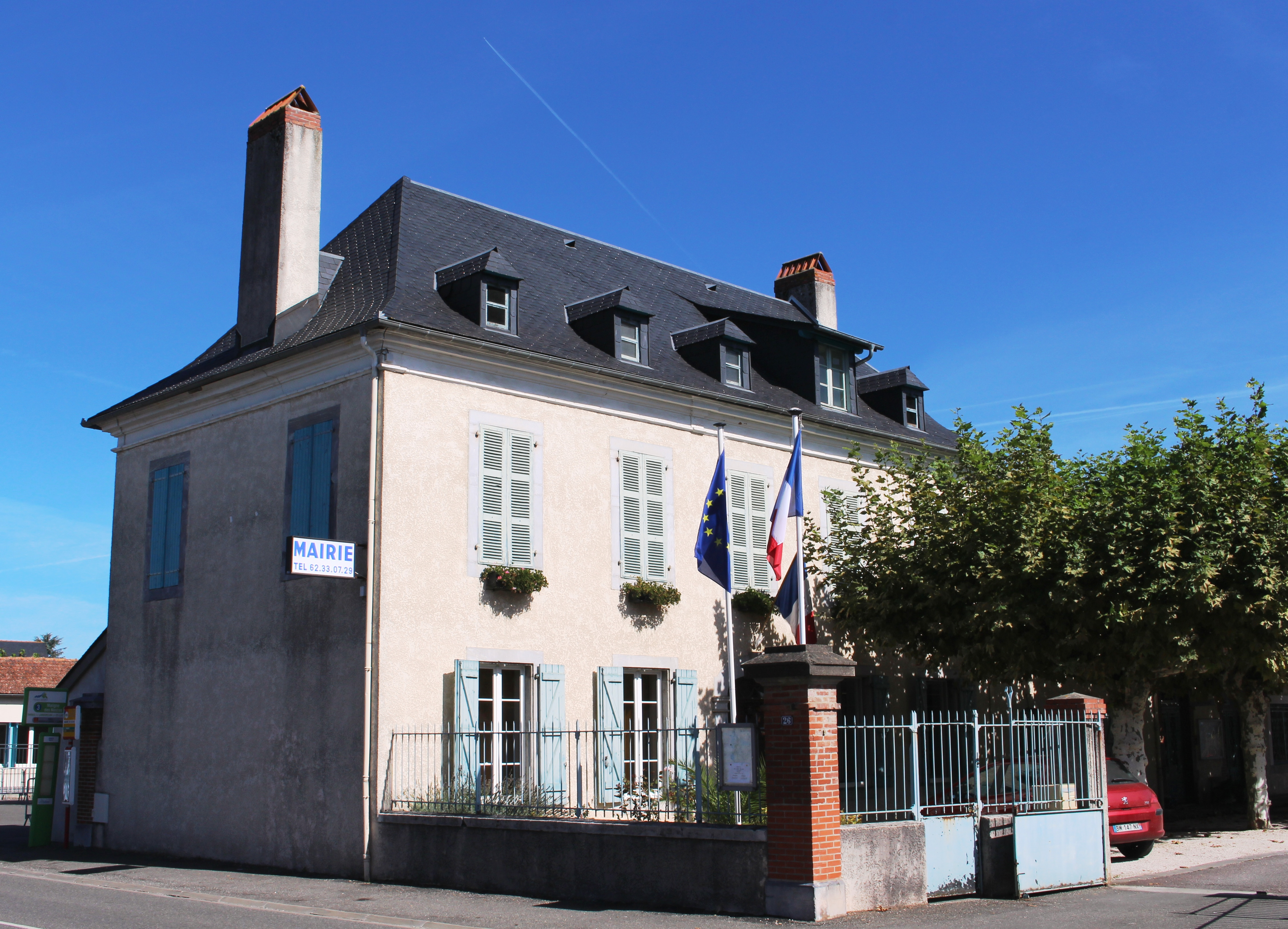
La mairie de Soues.

- Maire sortant : Roger Lescoute (PCF).
- 23 sièges à pourvoir au conseil municipal (population légale 2017 : 3 061 habitants)[Min 2].
- 2 sièges à pourvoir au conseil communautaire (CA Tarbes-Lourdes-Pyrénées)[CC 3].

| Tête de liste Nom de la liste | Tête de liste Nom de la liste                                    | Parti       | Premier tour | Premier tour | Sièges | Sièges |
| Tête de liste Nom de la liste | Tête de liste Nom de la liste                                    | Parti       | Voix         | %            | CM     | CC     |
| ----------------------------- | ---------------------------------------------------------------- | ----------- | ------------ | ------------ | ------ | ------ |
|                               | Roger Lescoute Liste citoyenne : Ensemble pour l'avenir de Soues | PCF         | 695          | 100,00       | 23     | 2      |
|                               |                                                                  |             |              |              |        |        |
| Inscrits                      | Inscrits                                                         | Inscrits    | 2 236        | 100,00       |        |        |
| Abstentions                   | Abstentions                                                      | Abstentions | 1 485        | 66,41        |        |        |
| Votants                       | Votants                                                          | Votants     | 751          | 33,59        |        |        |
| Blancs                        | Blancs                                                           | Blancs      | 26           | 3,46         |        |        |
| Nuls                          | Nuls                                                             | Nuls        | 30           | 3,99         |        |        |
| Exprimés                      | Exprimés                                                         | Exprimés    | 695          | 92,54        |        |        |

#### Tarbes

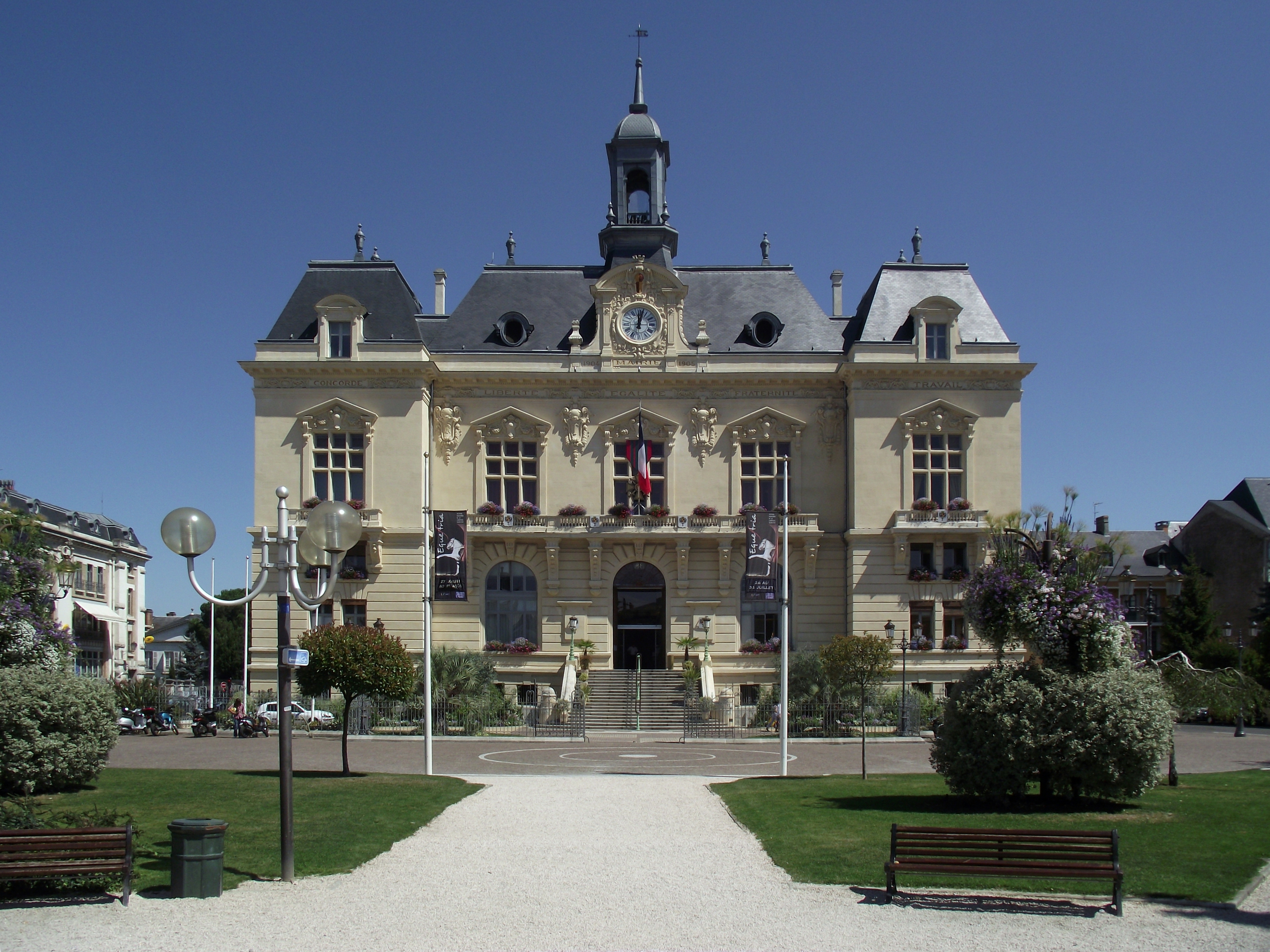
La mairie de Tarbes.

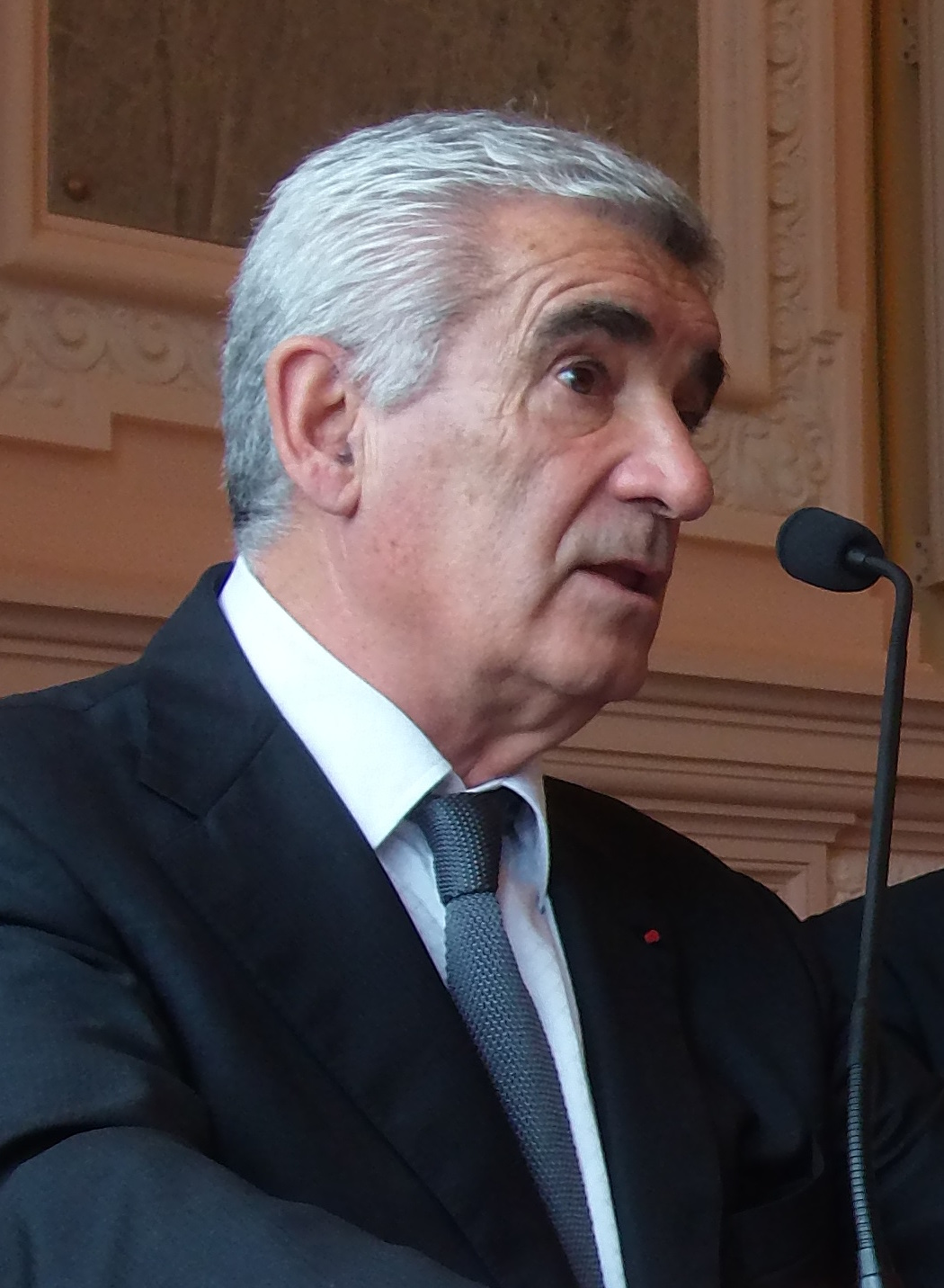
Gérard Trémège brigue un quatrième mandat à Tarbes.

- Maire sortant : Gérard Trémège (LR).
- 43 sièges à pourvoir au conseil municipal (population légale 2017 : 41 518 habitants)[Min 2].
- 27 sièges à pourvoir au conseil communautaire (CA Tarbes-Lourdes-Pyrénées)[CC 3].

| Tête de liste Nom de la liste | Tête de liste Nom de la liste                                           | Tête de liste Nom de la liste                                           | Parti       | Premier tour | Premier tour | Second tour | Second tour | Sièges | Sièges |
| Tête de liste Nom de la liste | Tête de liste Nom de la liste                                           | Tête de liste Nom de la liste                                           | Parti       | Voix         | %            | Voix        | %           | CM     | CC     |
| ----------------------------- | ----------------------------------------------------------------------- | ----------------------------------------------------------------------- | ----------- | ------------ | ------------ | ----------- | ----------- | ------ | ------ |
|                               | Gérard Trémège Tarbes horizon 2030                                      | Gérard Trémège Tarbes horizon 2030                                      | LR          | 3 955        | 41,39        | 4 663       | 52,79       | 33     | 21     |
|                               | Myriam Mendès Tarbes le renouveau                                       | (alliance au 2d tour)                                                   | DVD         | 1 283        | 13,42        | 2 134       | 24,15       | 5      | 3      |
|                               | Pierre Lagonelle Tarbes pour tous                                       | (alliance au 2d tour)                                                   | MoDem       | 1 317        | 13,78        | 2 134       | 24,15       | 5      | 3      |
|                               | Hervé Charles Tarbes citoyenne écologique et solidaire                  | Hervé Charles Tarbes citoyenne écologique et solidaire                  | PCF         | 1 454        | 15,21        | 2 036       | 23,04       | 5      | 3      |
|                               | Olivier Monteil Rassemblement pour Tarbes                               | Olivier Monteil Rassemblement pour Tarbes                               | RN          | 707          | 7,39         | [ 93 ]      | [ 93 ]      | 0      | 0      |
|                               | José Navarro L'avenir en commun.e                                       | José Navarro L'avenir en commun.e                                       | LFI         | 638          | 6,67         | [ 93 ]      | [ 93 ]      | 0      | 0      |
|                               | François Meunier Lutte ouvrière faire entendre le camp des travailleurs | François Meunier Lutte ouvrière faire entendre le camp des travailleurs | LO          | 116          | 1,21         | [ 93 ]      | [ 93 ]      | 0      | 0      |
|                               | Brahim El Batbouti Tarbes ensemble                                      | Brahim El Batbouti Tarbes ensemble                                      | DVG         | 85           | 0,88         | [ 93 ]      | [ 93 ]      | 0      | 0      |
|                               |                                                                         |                                                                         |             |              |              |             |             |        |        |
| Inscrits                      | Inscrits                                                                | Inscrits                                                                | Inscrits    | 26 630       | 100,00       | 26 621      | 100,00      |        |        |
| Abstentions                   | Abstentions                                                             | Abstentions                                                             | Abstentions | 16 795       | 63,07        | 17 544      | 65,90       |        |        |
| Votants                       | Votants                                                                 | Votants                                                                 | Votants     | 9 835        | 36,93        | 9 077       | 34,10       |        |        |
| Blancs                        | Blancs                                                                  | Blancs                                                                  | Blancs      | 94           | 0,96         | 109         | 1,20        |        |        |
| Nuls                          | Nuls                                                                    | Nuls                                                                    | Nuls        | 186          | 1,89         | 135         | 1,49        |        |        |
| Exprimés                      | Exprimés                                                                | Exprimés                                                                | Exprimés    | 9 555        | 97,15        | 8 833       | 97,31       |        |        |

#### Tournay

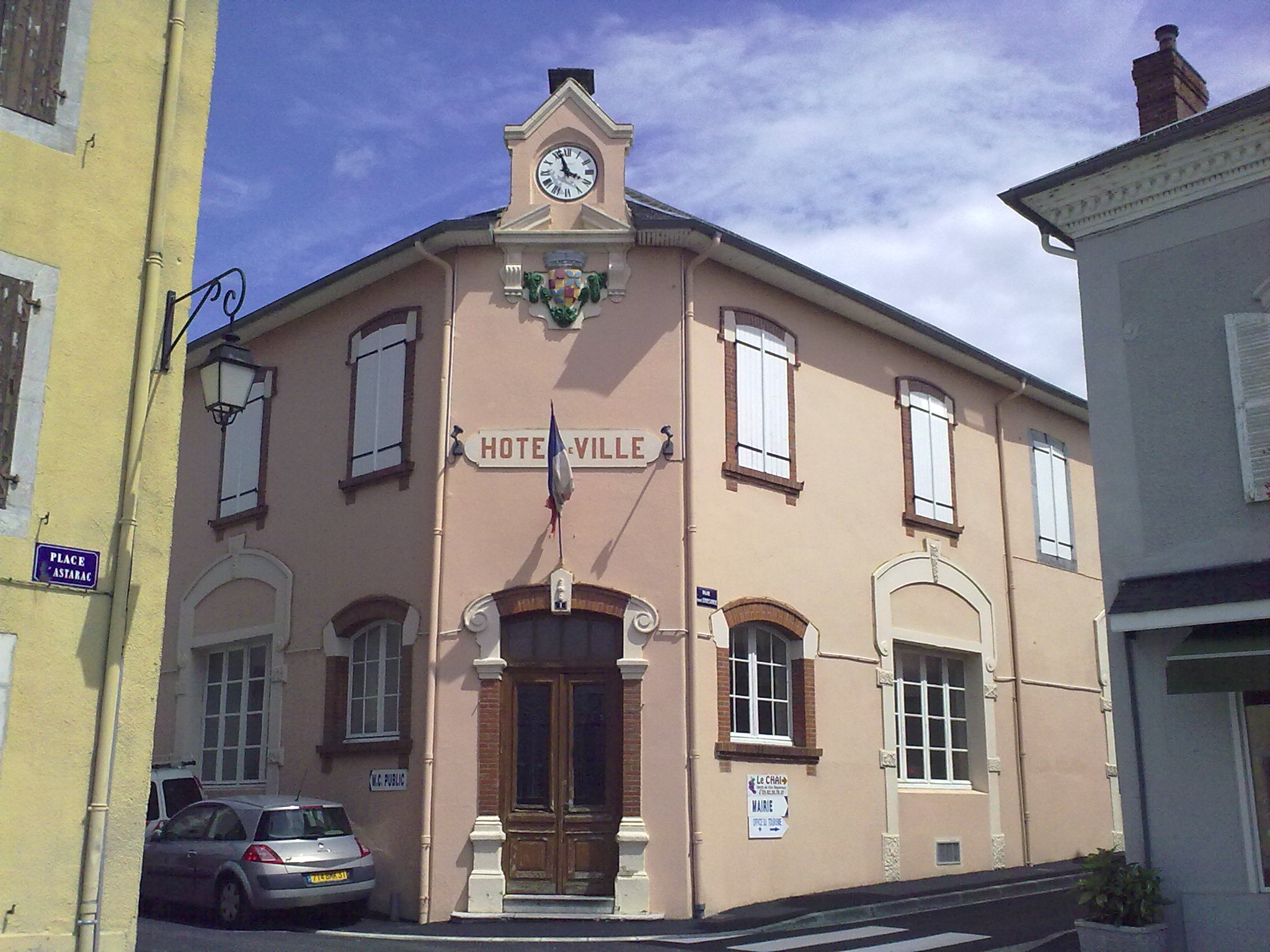
La mairie de Tournay.

- Maire sortant : Camille Denagiscarde (DVD).
- 15 sièges à pourvoir au conseil municipal (population légale 2017 : 1 209 habitants)[Min 2].
- 7 sièges à pourvoir au conseil communautaire (CC des Coteaux du Val d'Arros)[CC 6].

| Tête de liste Nom de la liste | Tête de liste Nom de la liste                     | Parti       | Premier tour | Premier tour | Sièges | Sièges |
| Tête de liste Nom de la liste | Tête de liste Nom de la liste                     | Parti       | Voix         | %            | CM     | CC     |
| ----------------------------- | ------------------------------------------------- | ----------- | ------------ | ------------ | ------ | ------ |
|                               | Nicolas Datas-Tapie Agir pour l'avenir de Tournay | DVG         | 525          | 72,11        | 13     | 6      |
|                               | Camille Denagiscarde Tournay 2020                 | DVD         | 203          | 27,88        | 2      | 1      |
|                               |                                                   |             |              |              |        |        |
| Inscrits                      | Inscrits                                          | Inscrits    | 967          | 100,00       |        |        |
| Abstentions                   | Abstentions                                       | Abstentions | 219          | 22,65        |        |        |
| Votants                       | Votants                                           | Votants     | 748          | 77,35        |        |        |
| Blancs                        | Blancs                                            | Blancs      | 7            | 0,94         |        |        |
| Nuls                          | Nuls                                              | Nuls        | 13           | 1,74         |        |        |
| Exprimés                      | Exprimés                                          | Exprimés    | 728          | 97,33        |        |        |

#### Trie-sur-Baïse

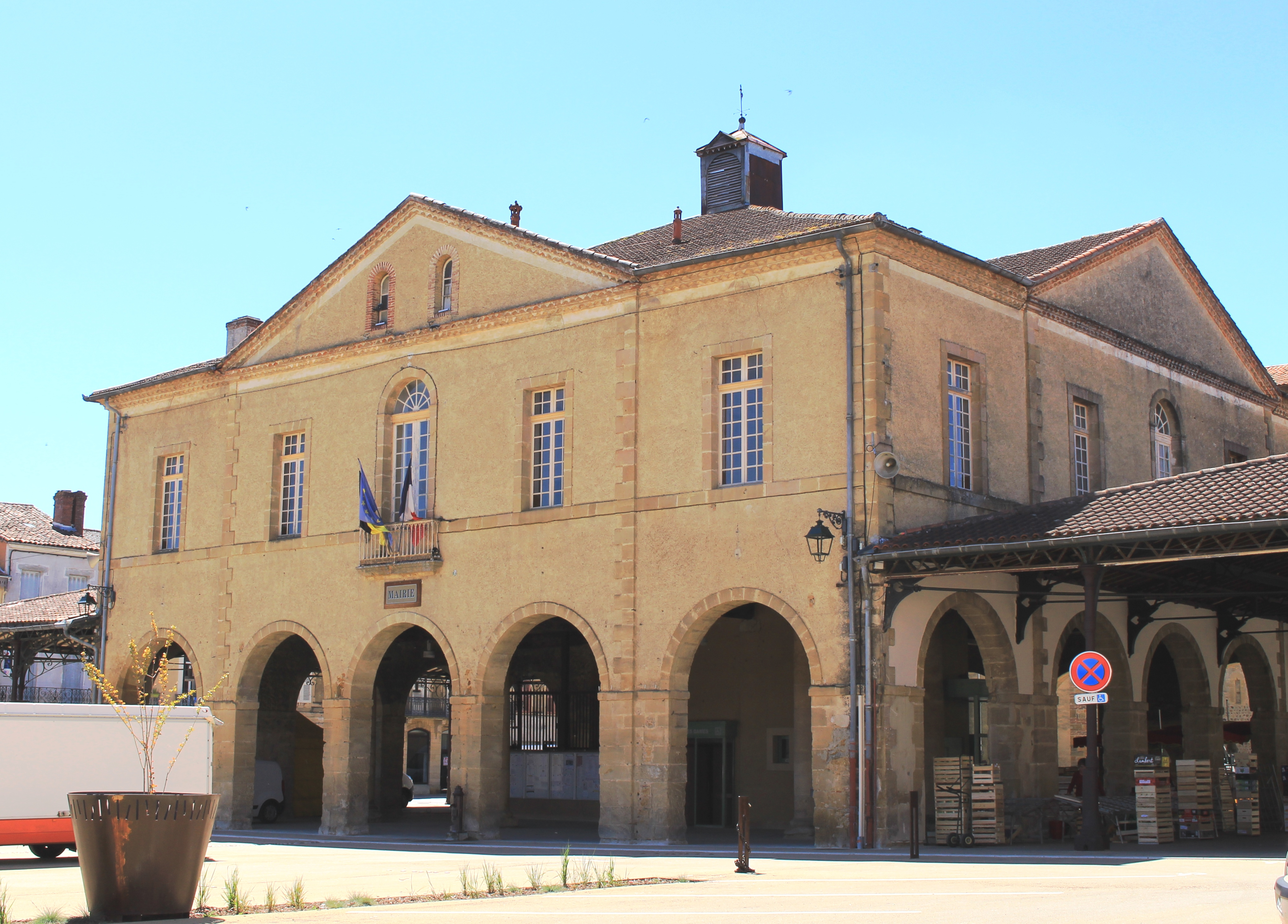
La mairie de Trie-sur-Baïse.

- Maire sortant : Jean-Pierre Grasset (DVG).
- 15 sièges à pourvoir au conseil municipal (population légale 2017 : 1 043 habitants)[Min 2].
- 9 sièges à pourvoir au conseil communautaire (CC du Pays de Trie et du Magnoac)[CC 7].

| Tête de liste Nom de la liste | Tête de liste Nom de la liste                                                                         | Parti       | Premier tour | Premier tour | Sièges | Sièges |
| Tête de liste Nom de la liste | Tête de liste Nom de la liste                                                                         | Parti       | Voix         | %            | CM     | CC     |
| ----------------------------- | --- | ----------- | ------------ | ------------ | ------ | ------ |
|                               | Jean-Pierre Grasset Trie pour tous 2020                                                               | DVG         | 357          | 70,00        | 13     | 8      |
|                               | Jean-Paul Sarracanie Vivre à Trie, participer et accueillir dans un environnement préservé de qualité | DIV         | 153          | 30,00        | 2      | 1      |
|                               | |             |              |              |        |        |
| Inscrits                      | Inscrits                                                                                              | Inscrits    | 758          | 100,00       |        |        |
| Abstentions                   | Abstentions                                                                                           | Abstentions | 230          | 30,34        |        |        |
| Votants                       | Votants                                                                                               | Votants     | 528          | 69,66        |        |        |
| Blancs                        | Blancs                                                                                                | Blancs      | 5            | 0,95         |        |        |
| Nuls                          | Nuls                                                                                                  | Nuls        | 13           | 2,46         |        |        |
| Exprimés                      | Exprimés                                                                                              | Exprimés    | 510          | 96,59        |        |        |

#### Vic-en-Bigorre

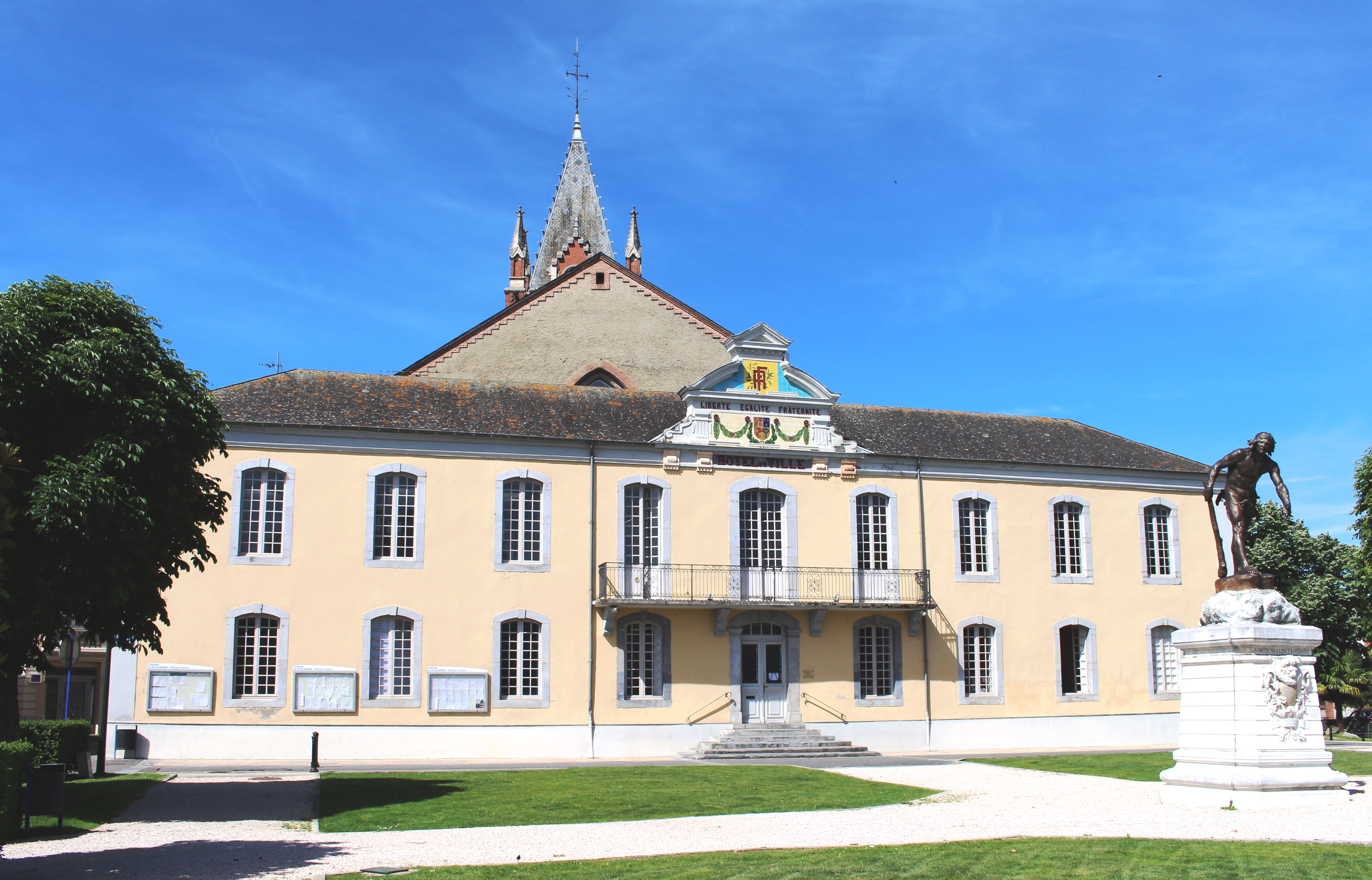
La mairie de Vic-en-Bigorre.

- Maire sortant : Clément Menet (LR).
- 27 sièges à pourvoir au conseil municipal (population légale 2017 : 4 897 habitants)[Min 2].
- 15 sièges à pourvoir au conseil communautaire (CC Adour Madiran)[CC 1].

| Tête de liste Nom de la liste | Tête de liste Nom de la liste                 | Parti       | Premier tour | Premier tour | Second tour | Second tour | Sièges | Sièges |
| Tête de liste Nom de la liste | Tête de liste Nom de la liste                 | Parti       | Voix         | %            | Voix        | %           | CM     | CC     |
| ----------------------------- | --------------------------------------------- | ----------- | ------------ | ------------ | ----------- | ----------- | ------ | ------ |
|                               | Clément Menet Ensemble, continuons pour Vic ! | LR          | 747          | 46,77        | 1 043       | 60,71       | 22     | 12     |
|                               | Pascal Paul Toujours unis pour Vic            | DVG         | 494          | 30,93        | 675         | 39,28       | 5      | 3      |
|                               | Patrick Heyraud Vic : une ambition partagée   | DIV         | 356          | 22,29        |             |             | 0      | 0      |
|                               |                                               |             |              |              |             |             |        |        |
| Inscrits                      | Inscrits                                      | Inscrits    | 3 622        | 100,00       | 3 621       | 100,00      |        |        |
| Abstentions                   | Abstentions                                   | Abstentions | 1 972        | 54,45        | 1 825       | 50,40       |        |        |
| Votants                       | Votants                                       | Votants     | 1 650        | 45,55        | 1 796       | 49,60       |        |        |
| Blancs                        | Blancs                                        | Blancs      | 26           | 1,58         | 44          | 2,45        |        |        |
| Nuls                          | Nuls                                          | Nuls        | 27           | 1,64         | 34          | 1,89        |        |        |
| Exprimés                      | Exprimés                                      | Exprimés    | 1 597        | 96,79        | 1 718       | 95,66       |        |        |